# 乌鲁木齐市
乌鲁木齐市（維吾爾語：ئۈرۈمچى شەھىرى‎，拉丁维文：Ürümchi shehiri），简称乌市，旧称迪化市，是中华人民共和国新疆维吾尔自治区首府，西部地区重要的中心城市，国际性综合交通枢纽城市。西北地区第二大城市，丝绸之路经济带、新亚欧大陆桥及天山北坡城市群核心城市，亦是新疆的政治、经济、文化、金融、交通、医疗、教育中心，以及面向中亚西亚交往中心和国际商贸物流中心，拥有联合国教科文组织世界遗产名录新疆天山一处。市人民政府駐水磨沟区南湖路72号。
乌鲁木齐位于新疆中部，东西两面与昌吉州接壤，东南邻吐鲁番市，西南界巴音郭楞州，西北接五家渠市，北抵阿勒泰地区。地处天山山脉中段北麓，准噶尔盆地南缘，东、南、西三面环山，地势南高北低，东部有博格达山，南部有天格尔山，西部有喀拉扎山，北部则是古尔班通古特沙漠。境内有乌鲁木齐河、头屯河、白杨河等河流。截至2019年，全市辖7个区、1个县，总面积14216.3平方公里，其中全市建成区面积达到521.60平方公里，成为中亞地区第一大都市。该市还是吉尼斯纪录认证的世界上距离海洋最遠的大型城市（2500公里）。据第七次人口普查数据，至2020年11月1日，乌鲁木齐市常住人口405.4369万人。汉族约占76%，维吾尔族约占11%，回族约占9%。全年地方财政收入693.54亿元。
乌鲁木齐是全国文明城市、国家园林城市、全国双拥模范城市、中国优秀旅游城市、全国民族团结进步模范城市。中国大陆最佳商业城市100强。自2016年开始已连续6年荣获“中国十佳冰雪旅游城市”称号。

## 名称
唐朝时，朝廷在天山北麓设庭州，下设轮台县。今乌鲁木齐市南部的乌拉泊古城被认为是唐时轮台县的县城。因西突厥汗国带来的新疆的突厥化，使突厥语成为当时西域的主导语言，以突厥语命名的地名大增。13世纪初，蒙古人西征，后统治新疆，使得蒙古语地名增加:26。
明末清初，此地属卫拉特蒙古准噶尔部建立的准噶尔汗国。清朝征服準噶爾汗國后，清廷编撰的《欽定西域同文志》中，称“回语（察合台語）乌鲁木齐，格斗之谓”，准噶尔部、回部“曾於此格斗，故名”，察合台文写为“urumtʃi”。有研究者指，维吾尔语“ur”是“斗、打”之意 ，名词形态为“uruʃ”，但并非“urum”:55—56。在当时新疆北部存在大量蒙古语地名的背景下:26—27，有研究者认为，“乌鲁木齐”一名来源自蒙古語衛拉特方言。有研究认为其在卫拉特语中意为“美丽的牧场”。
最早提及乌鲁木齐一名的文献，是敦煌石室散出、鋼和泰所藏、标注为于阗王娑缚婆十四年（925年）的于闐文文书。文献内容于1929年发表:1。文献中的“yirrumcinä”城，即乌鲁木齐的对音。有研究者认为，乌鲁木齐城是回鹘西迁所建。回鹘文书《两王子的故事》中也有“urumki”一名:5。又有研究者指，925年的于闐文文书的“乌鲁木齐”记作“irumdʒina”。根据古代塞語词典，‘iru’为‘柳树、树林’之意，‘-m’是具有名詞性质的附加成分，可以与别的词结合做連詞具有附加的语气。‘dʒina’译为‘茂密的、繁荣的’之意”。此名即是“茂密的柳树林”之意。亦符合清代文人所描述，乌鲁木齐为山涧谷地、绿洲的自然景象。在回鹘语受梵语、吐火罗语、塞语影响的背景下，将“irumdʒina”读作“urumdʒina”是符合突厥语元音各谐规律。同时进一步指出，唐代的汉文“轮台”即是“irumdʒina（乌鲁木齐）”的音译。其中，“轮”是“urum”的对译，“台”是“dʒi”或“tʃi”的对译:56—57。
清朝征服準噶爾後的乾隆二十年（1755年），因清朝在新疆驻军开始大规模开发，建乌鲁木齐城。乾隆二十八年（1763年）六月，“照從前城堡之例”，乾隆帝将乌鲁木齐城赐名为迪化城，「迪化」解释为「启迪教化」，或解释为「启迪开化」。
清廷初设迪化州，以迪化城为州治。1884年，迪化城为新疆省省会，从此成为全疆的政治中心。后设迪化府、迪化县。1945年，中华民国国民政府以迪化县城区设立迪化市。中华人民共和国成立后，迪化市于1954年2月1日正式更名为乌鲁木齐市。

## 历史

### 早期
乌鲁木齐的历史可以追溯至新石器时代，远在新石器时代就有人类在这里繁衍生息。西汉时期，乌鲁木齐及周边地区分布着十余个游牧部落，史称“十三国之地”，西域都护府曾派兵屯田。而古代丝绸之路的重要枢纽就是现在的乌鲁木齐。三国时期，车师后国在今乌鲁木齐南郊（现乌拉泊水库一带）建淤赖城，为乌鲁木齐第一城。后经晋、隋两朝开辟丝绸之路新北道，乌鲁木齐处于新北道要冲之地。
公元640年，唐朝政府在天山北麓设置庭州，辖4县，今乌鲁木齐一带为轮台县。现乌鲁木齐市东南郊乌拉泊水库南侧的乌拉泊古城遗址，疑似为当时轮台县县治。公元648年（贞观二十二年），唐朝政府在距现市区以南10千米处设置轮台城，隶属庭州（治所在今吉木萨尔）。从663年开始，唐朝政府派军至乌鲁木齐河畔屯垦。702年，在庭州设北庭都护府，轮台驻军增加。据《新唐书·吐蕃传》记载：“轮台、伊吾屯田，禾菽相望”。771年，唐朝政府又在轮台设置静塞军。
元朝，北疆成为漠西蒙古诸部游牧区之一，乌鲁木齐周围为和硕特部游牧區，明清之际，该部一部分留驻当地，一部分随固始汗去青藏高原，一部分和土尔扈特部去俄罗斯伏尔加河流域等地。清朝前期由准噶尔汗国统治。

### 建城
1755年（乾隆二十年）清平定准噶尔汗国時，乌鲁木齐开始大规模开发。清在此地筑城驻军，鼓励屯垦，减轻粮赋，乌鲁木齐农业、商业、手工业一度有较快的发展，成为“繁华富庶，甲于关外”的地方，最初的乌鲁木齐就是这样因清朝政府在新疆驻军而发展起来的一座城市，1758年（乾隆二十三年），为适应人口增长、屯垦及商业贸易的需要，清军先于在今南门外修筑一座土城，城“周一里五分，高一丈二尺”，此即为乌鲁木齐城池的雏形。 1763年（乾隆二十八年），又将旧土城向北扩展，达到周长五里四分。竣工时，乾隆帝将扩展后的城池命名为“迪化”。1772年（乾隆三十七年），在迪化城西另筑新城巩宁城（即老满城），驻满营官兵，至今乌鲁木齐还有“老满城”的地名，位置大致在今新疆农业大学一带。
1773年（乾隆三十八年），乌鲁木齐同知改为迪化州知州，改乌鲁木齐参赞大臣为乌鲁木齐都统，陕甘总督奏准将巴里坤道移驻迪化州巩宁城。于是巩宁城也就成为当时清王朝在西域的军政统治中心，正因如此迪化城居民以漢滿為主。1875年（光緒元年）清政府收复新疆后，1880年（光绪六年）在迪化城东筑“新满城”，原迪化城由民商居住，俗称“汉城”，现在南门、北门和大小西门内的区域即是原来的汉城，现今的乌鲁木齐亦是由原汉城向周边扩张形成的。1884年（光緒十年），清政府设立新疆省，定迪化为省会，从此迪化城從甘肅省改隸新疆省，並取代伊犁城成为新疆的政治中心。1885年（光緒十一年），升迪化直隶州为迪化府。增设迪化县为附郭首县。

### 近现代
民国2年（1913年），中華民國政府设立新疆省，将镇迪道尹改为观察使，撤销迪化府，保留迪化县。民国29年（1940年）成立迪化市政府委员会。民国34年（1945年）11月1日，迪化正式设市并成立市政府，同时将市区划分为一、二、三、四、五区，迪化县隶属迪化专员公署，辖6个乡，2个牧区及达坂城镇，区以下设保甲组织。
1949年12月17日，重新划分建立7个区，54个街公所。
1954年2月1日，迪化改回原名“乌鲁木齐”。
1999年8月10日，南山矿区更名为南泉区。2002年3月9日，南泉区更名为达坂城区。
2007年8月1日，昌吉回族自治州米泉市并入乌鲁木齐市，撤销米泉市和乌鲁木齐市东山区，设立米东区。
1989年5月19日，该市发生乌鲁木齐五·一九骚乱，导致150人受伤。
2009年7月5日，该市發生乌鲁木齐七五事件，导致197人死亡，680人受伤，633户房屋受损，总面积达21353平方米。
2011年，乌鲁木齐成为中国中欧班列五大集结中心之一。

## 地理
乌鲁木齐市位于新疆中部，地处天山北麓、准噶尔盆地南缘。东与吐鲁番市接壤；西以头屯河与昌吉市、五家渠市为界；南与托克逊县、和硕县、和静县为邻；北部沿博格达山与吉木萨尔县、阜康市、福海县分界。总面积14216.3平方公里，城市规划控制面积1600平方公里。2018年，城市建成区面积436平方公里。
乌鲁木齐地势起伏悬殊，山地面积广大。地势南高北低。最高点天山博格达峰海拔5445米；最低点猛进水库海拔490.6米。山地面积占总面积50%以上，市区平均海拔800米。河流共有46条，均系内陆河，以冰雪融水补给为主，水位季节变化大，散失于绿洲或平原水库中，分别属于乌鲁木齐河、头屯河、白杨河、阿拉沟、柴窝堡湖5个水系。水资源总量为9.969亿立方米，其中地表水资源量9.198亿立方米，地下水资源量为0.771亿立方米。冰川资源丰富，主要分布在乌鲁木齐河和头屯河上游的天格尔山以及东部的博格达山，储量73.9亿立方米，年均消融量1.23亿立方米。
乌鲁木齐所处的地理位置、地貌特征、气候条件等为各类动物提供了可供选择的生存条件，是动物繁衍生息的丰富资源。各类野生陆栖脊椎动物约212种，其中鸟兽资源丰富，约有201种。荒漠动物群分布于本市低山地荒漠和冲积平原地带，主要有沙鼠、跳鼠、鹅喉羚、沙狐、狼等动物；河流、湖沼动物群分布在本市的河流、湖泊等水域，代表种类有灰雁、绿头鸭、黑鹳等动物；森林草原动物群分布在南山山地的森林、草原，主要有马鹿、野猪、棕熊、灰旱獭、石貂、野兔等动物；高原寒漠动物群分布于南山和东山高山地带的动物，主要有北山羊、雪豹、高山雪鸡等动物。乌鲁木齐分布的野生动物被列入国家保护的珍稀动物有24种，其中一级保护动物4种，二级保护动物20种。 

### 气候
乌鲁木齐属中温带半干旱气候，春秋两季较短，冬夏两季较长，昼夜温差大。日照时间长，光照充足。年平均气温6.9℃，年平均降水量为286.3毫米。最热的七月平均气温为23.7℃，最冷的一月平均气温为-12.6℃。夏季偶有极端高温出现，极端气温最高42.1℃（1973年8月1日），1951-2015年日最高温≥40℃天数15天。冬季常遇极端严寒天气，极端最低气温-41.5℃（1951年2月27日），为省会最低值。
| 乌鲁木齐市气象数据       | 乌鲁木齐市气象数据 | 乌鲁木齐市气象数据 | 乌鲁木齐市气象数据 | 乌鲁木齐市气象数据 | 乌鲁木齐市气象数据 | 乌鲁木齐市气象数据 | 乌鲁木齐市气象数据 | 乌鲁木齐市气象数据 | 乌鲁木齐市气象数据 | 乌鲁木齐市气象数据 | 乌鲁木齐市气象数据 | 乌鲁木齐市气象数据 | 乌鲁木齐市气象数据 |
| 月份                     | 1月                | 2月                | 3月                | 4月                | 5月                | 6月                | 7月                | 8月                | 9月                | 10月               | 11月               | 12月               | 全年               |
| ------------------------ | ------------------ | ------------------ | ------------------ | ------------------ | ------------------ | ------------------ | ------------------ | ------------------ | ------------------ | ------------------ | ------------------ | ------------------ | ------------------ |
| 历史最高温 °C（°F）      | 9.9 (49.8)         | 13.5 (56.3)        | 23.7 (74.7)        | 32.5 (90.5)        | 37.0 (98.6)        | 40.9 (105.6)       | 41.0 (105.8)       | 42.1 (107.8)       | 37.0 (98.6)        | 30.5 (86.9)        | 19.2 (66.6)        | 15.6 (60.1)        | 42.1 (107.8)       |
| 平均高温 °C（°F）        | −7.4 (18.7)        | −4.7 (23.5)        | 2.7 (36.9)         | 16.1 (61.0)        | 23.1 (73.6)        | 27.6 (81.7)        | 30.1 (86.2)        | 29.0 (84.2)        | 23.1 (73.6)        | 13.2 (55.8)        | 2.0 (35.6)         | −4.4 (24.1)        | 12.5 (54.6)        |
| 日均气温 °C（°F）        | −12.6 (9.3)        | −9.8 (14.4)        | −1.7 (28.9)        | 10.0 (50.0)        | 16.7 (62.1)        | 21.5 (70.7)        | 23.7 (74.7)        | 22.4 (72.3)        | 16.7 (62.1)        | 7.7 (45.9)         | −2.5 (27.5)        | −9.3 (15.3)        | 6.9 (44.4)         |
| 平均低温 °C（°F）        | −16.6 (2.1)        | −13.7 (7.3)        | −5.4 (22.3)        | 4.8 (40.6)         | 11.2 (52.2)        | 16.1 (61.0)        | 18.2 (64.8)        | 16.7 (62.1)        | 11.2 (52.2)        | 3.1 (37.6)         | −5.9 (21.4)        | −12.9 (8.8)        | 2.2 (36.0)         |
| 历史最低温 °C（°F）      | −34.1 (−29.4)      | −41.5 (−42.7)      | −33.4 (−28.1)      | −14.9 (5.2)        | −2.4 (27.7)        | 4.6 (40.3)         | 8.8 (47.8)         | 5.0 (41.0)         | −5.0 (23.0)        | −12.4 (9.7)        | −36.6 (−33.9)      | −38.3 (−36.9)      | −41.5 (−42.7)      |
| 平均降水量 mm（）        | 10.4 (0.41)        | 10.0 (0.39)        | 18.5 (0.73)        | 32.3 (1.27)        | 38.9 (1.53)        | 36.2 (1.43)        | 30.4 (1.20)        | 23.3 (0.92)        | 26.2 (1.03)        | 26.3 (1.04)        | 19.1 (0.75)        | 14.6 (0.57)        | 286.2 (11.27)      |
| 平均降水天数（≥ 0.1 mm） | 9.2                | 7.2                | 7.2                | 6.8                | 6.8                | 8.0                | 8.4                | 6.3                | 5.0                | 5.5                | 6.9                | 9.6                | 86.9               |
| 平均相對濕度（％）       | 78                 | 77                 | 72                 | 48                 | 43                 | 43                 | 43                 | 41                 | 44                 | 58                 | 74                 | 78                 | 58                 |
| 月均日照時數             | 101.6              | 128.8              | 180.5              | 248.0              | 283.3              | 282.7              | 298.7              | 301.0              | 262.6              | 224.4              | 127.4              | 84.3               | 2,523.3            |
| 可照百分比               | 35                 | 44                 | 49                 | 62                 | 63                 | 61                 | 64                 | 70                 | 70                 | 66                 | 44                 | 30                 | 57                 |
| 来源：中国气象局         |                    |                    |                    |                    |                    |                    |                    |                    |                    |                    |                    |                    |                    |

## 政治

### 现任领导
| 机构     | · 中国共产党 · 乌鲁木齐市委员会 | 乌鲁木齐市人民代表大会 常务委员会 | 乌鲁木齐市人民政府     | · 中国人民政治协商会议 · 乌鲁木齐市委员会 |
| 职务     | 书记                            | 主任                              | 市长                   | 主席                                      |
| -------- | ------------------------------- | --------------------------------- | ---------------------- | ----------------------------------------- |
| 姓名     | 张柱                            | 美丽古丽·吐尔逊（女）             | 牙合甫·排都拉          | 高培香（女）                              |
| 民族     | 汉族                            | 维吾尔族                          | 维吾尔族               | 汉族                                      |
| 籍贯     | 宁夏回族自治区同心县            |                                   | 新疆维吾尔自治区哈密市 | 山东省金乡县                              |
| 出生日期 | 1968年2月（57歲）               | 1970年9月（54歲）                 | 1971年5月（54歲）      | 1966年6月（59歲）                         |
| 就任日期 | 2024年8月                       | 2025年1月                         | 2023年3月              | 2024年1月                                 |

### 行政区划
乌鲁木齐市下辖7个市辖区、1个县。
- 市辖区：天山区、沙依巴克区、新市区、水磨沟区、头屯河区、达坂城区、米东区
- 县：乌鲁木齐县

其中，新市区与国家级乌鲁木齐高新技术产业开发区，头屯河区与国家级乌鲁木齐经济技术开发区实行“区政合一”。

## 城市建设与规划

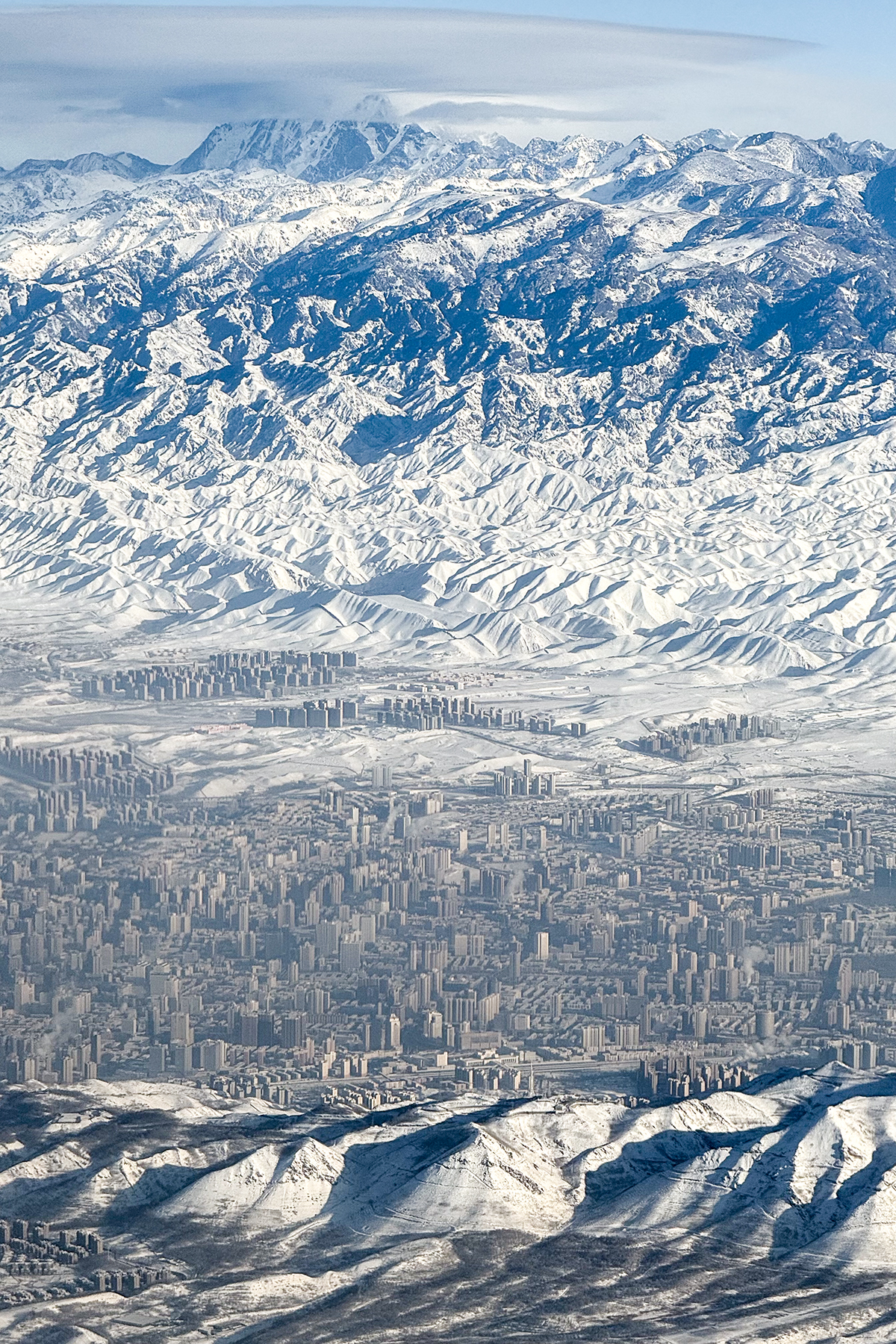
博格达峰与乌鲁木齐市区

### 发展現況
乌鲁木齐市截至2020年7月，下辖7个市辖区、1个县，建成区面积达到522平方公里，位居中国城市第19位。城镇化率在“六普”时期达到了92.6%，此项在中国城市城镇化率排名中名列第五。
2021年乌鲁木齐被确定为首批20个全国海绵城市建设示范城市之一。2022年10月25日，乌鲁木齐市入选住建部全国首批智能建造试点城市名单。
- 城北

首府城北地区总面积达到268平方公里。主要分为四大片区。以居住、商贸、教育综合为主的城南商贸片区；以工业园为主形成的高校产业园片区；以机场为依托发展商贸、物流的空港综合片区；以居住、商贸、产业配套、教育科研为主的城北新城片区。与北部五家渠市共同形成一个商贸物流、旅游经济、综合教育、高新产业园等多方面发展的新城市中心。继会展片区和高铁片区之后，首府正在加快白鸟湖新区、河马泉新区的建设。
- 城南

城南老城区，主要包含天山区和沙依巴克区，汇集各教育机构、医疗、政务、金融等优质资源配套服务，城区整体发展建设成熟，是乌鲁木齐最具有多民族商贸特色，城市游憩商业区及生产性服务业聚集的城市中心区，该片区的两大核心商贸区域为火车南站商贸城商业区及二道桥民族商业贸易中心。
- 城东

根据2021年出台的《乌鲁木齐市城东片区控规提升及河马泉新区控制性详细规划》，东部片区东至东绕城高速，西至东二环，南至跃进街东延，北至龙城街，总面积85平方公里。河马泉新区是东部片区重要的组成部分，功能定位以科教文化、康体养生为核心功能，知识创新、休闲旅游为特色功能，生活居住、服务配套为基础功能，打造生态环境优越、交通联系便捷、服务设施完善、运营决策智慧的城市新区。
- 城西

乌鲁木齐市城西区域重点发展“西部工业走廊”，该片区主要包括白鸟湖新区(西区)合作区、头屯河工业园、八钢片区、乌鲁木齐县划转区域为主要承载区的100平方公里西部工业走廊。

### 历史建筑

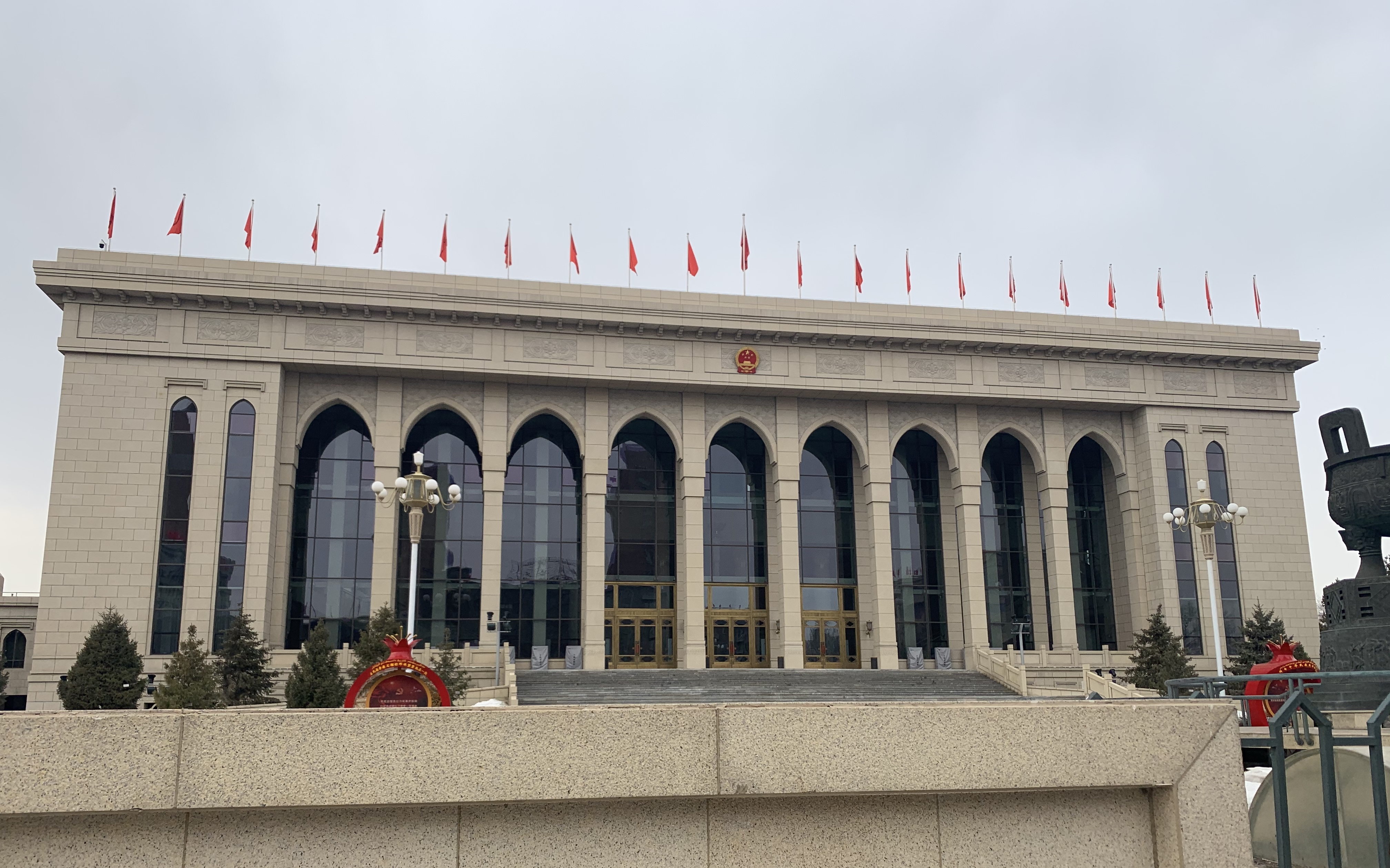
新疆人民会堂

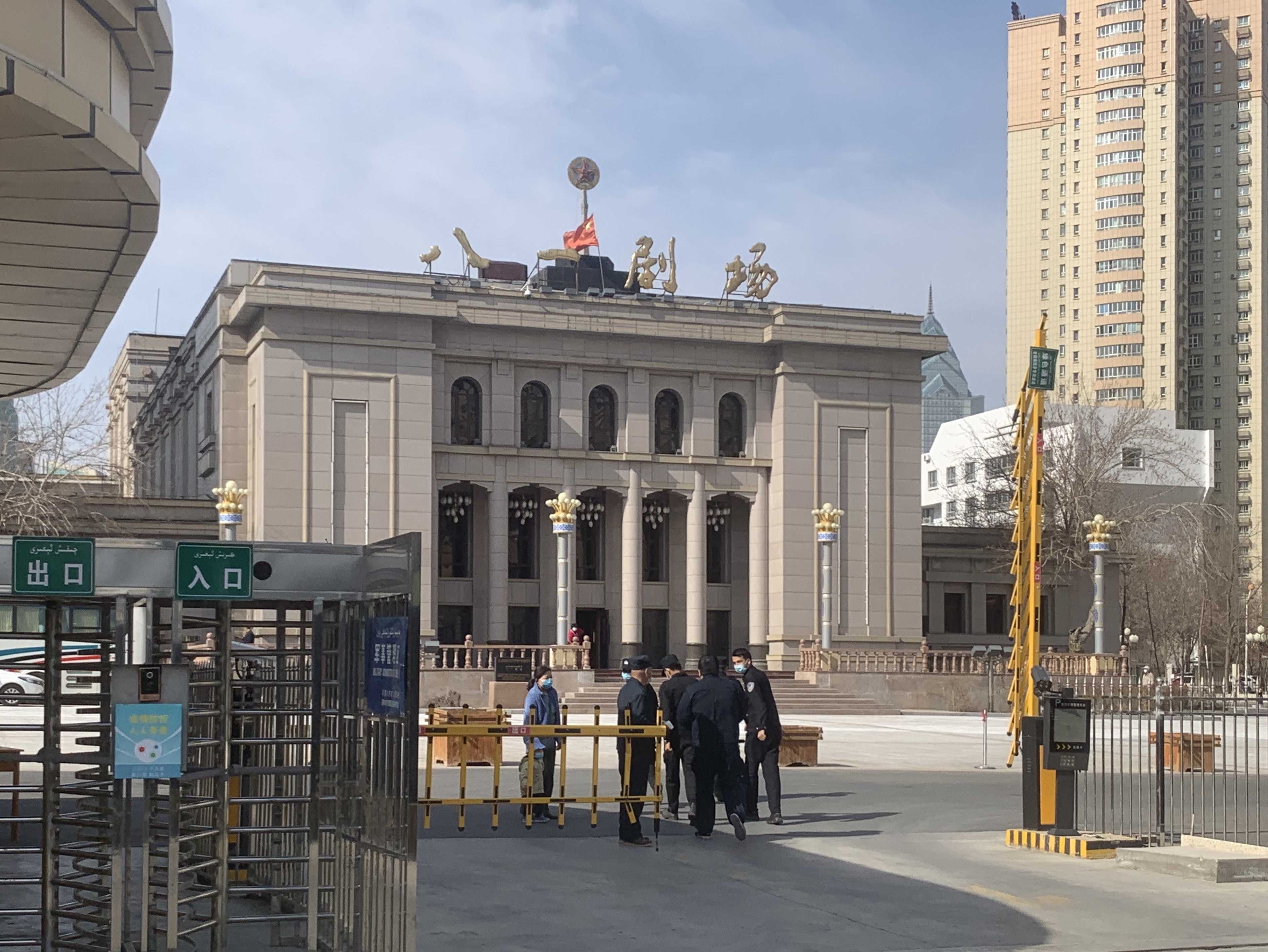
乌鲁木齐市八一剧场

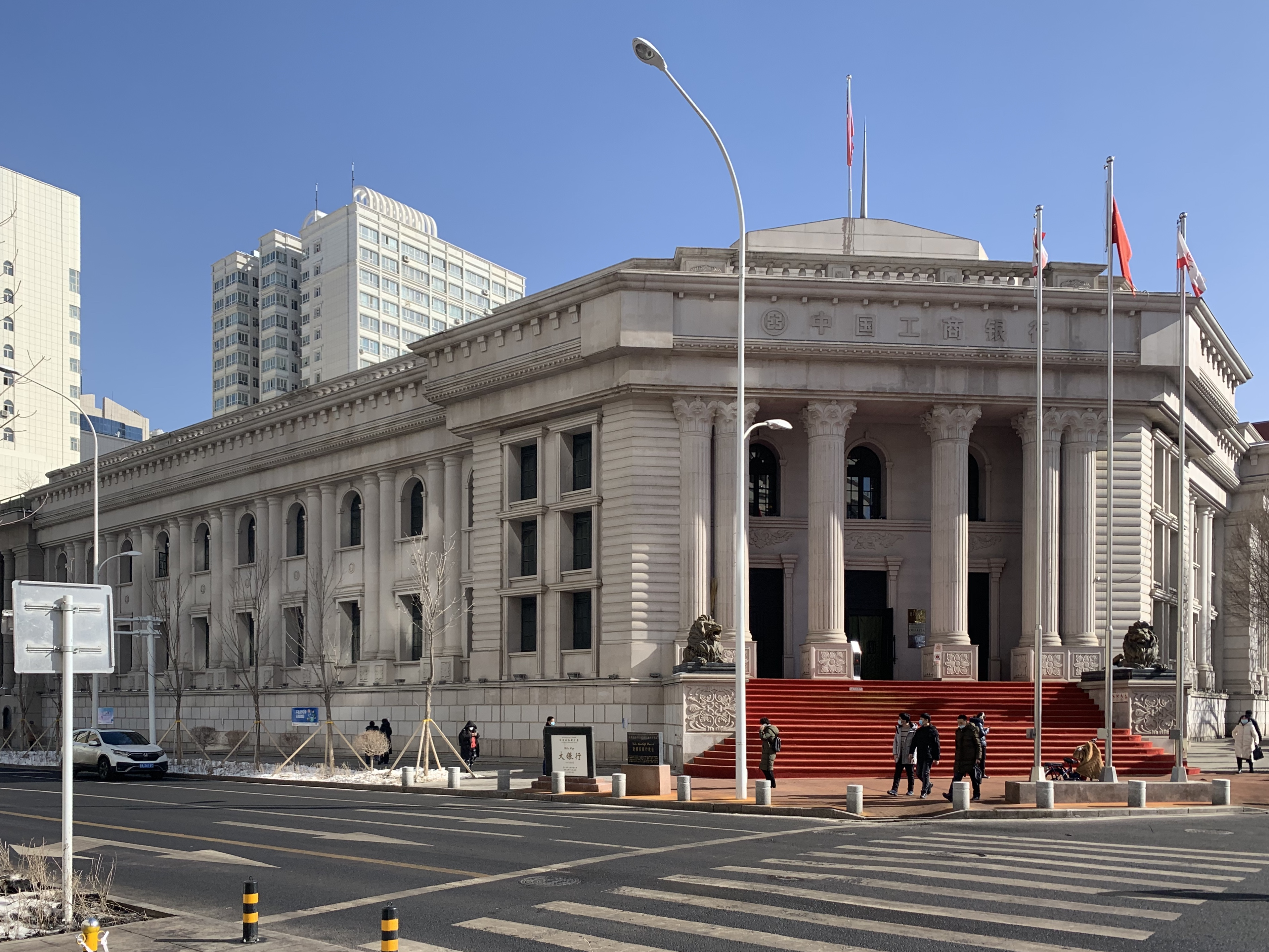
位于乌鲁木齐的大银行

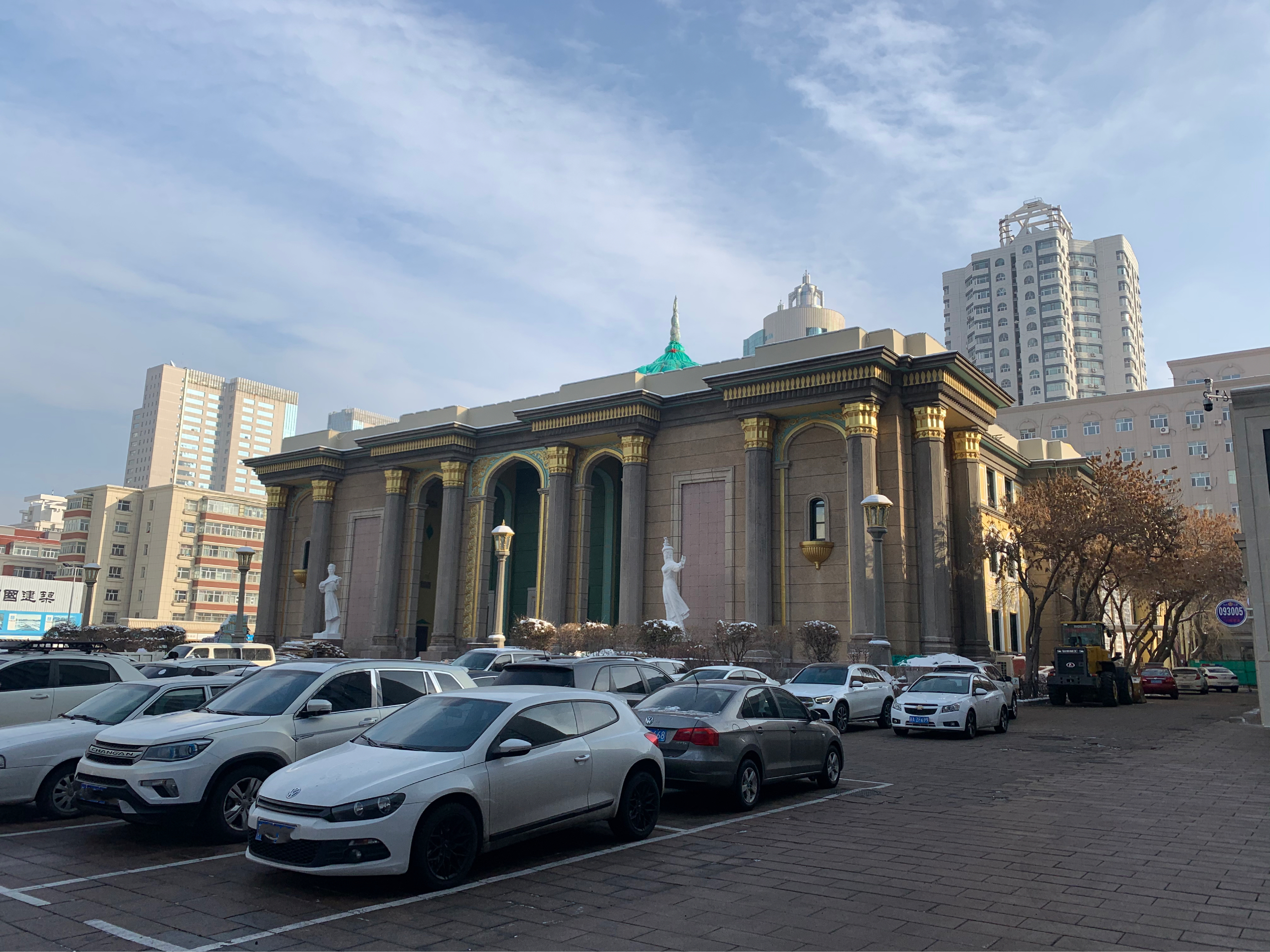
新疆人民剧场

由于乌鲁木齐独特的地理位置和人文环境，城市建筑充分体现了地域特色，有苏式风格、欧陆风格、伊斯兰风格、中原风格等，展现出历史与现代、风情与传统交织的风景。比如新疆医学院在1950年被纳入“一·五”计划中，按照苏联圣彼得堡医学院的图纸进行建设的校舍，是新疆首个完全由苏联设计、监工完成的建筑群。
乌鲁木齐部分苏式建筑被列为文物进行了保护。根据市文物局最新普查的资料，现存有十几处苏式建筑文物，包括建于1933年的八路军驻新疆办事处、新疆大学的5栋楼群和其北校区的十几栋、新疆农业大学有两栋、明园冶金局有7栋、石油局明园家属院有3栋
- 新疆人民会堂，是新疆维吾尔自治区召开人民代表大会会议、政治协商会议新等的场所。新疆人民会堂也举办经济、文化等活动。是首批被列入《中国20世纪建筑遗产名录》的建筑之一。是20世纪80年代的新疆修建规模最大、新工艺最多、工程进度最快、施工时间最短的建筑工程。新疆人民会堂也成为当时新疆十大建筑之一，是乌鲁木齐市的标志建筑。1999年7月起划归新疆人民代表大会常务委员会办公厅领导和管理，并设有管理中心[46][47]。2021年9月，新疆人民会堂被列为第三批乌鲁木齐市历史建筑[48]
- 八一剧场，位于天山区光明路1号，始建于1953年，是乌鲁木齐市现存最早的剧场。2014年被列为新疆维吾尔自治区文物保护单位[49]。
- 大银行 (乌鲁木齐)，是新疆省银行、新疆省商业银行旧址所在地，始建于1943年的斯拉夫式建筑，现在是中国工商银行乌鲁木齐明德路支行办公地。2003年被评为乌鲁木齐“新十景”之一。2014年被列为新疆维吾尔自治区文物保护单位。追溯历史，该支行不是一个普通的金融机构，它是民国时期新疆商业银行的所在地[50]，毛泽民曾担任过这家银行的理事长；此外，新疆省商业银行作为省币的发钞行，曾在1949年5月10日，发行了中国历史上最大面值的纸币——十位数字的六十亿圆券[51][52]。大银行一楼门口有一座高4.7米来自苏联的列宁铜像[53]，铜像重近3.5吨，这也是大银行的收藏之一。1950年9月，新疆省银行撤销。10月1日起，原新疆省银行的業務併入中国人民银行新疆省分行[54]

- 南门剧场，是一座坐落天山区的近代公共文化设施。是一座具有地标性质、欧亚建筑风格和民族特色的建筑，2013年被录入为全国重点文物保护单位[55]。2018年11月24日被录入为中国20世纪建筑遗产名录。新疆人民剧场还曾接待过数千场来自不同国家的艺术团体表演。有来自俄罗斯的洛克捷夫艺术团等艺术团和芭蕾舞团[56]、美国的杨伯翰大学艺术代表团、罗马尼亚民间歌舞团、土耳其国家艺术团和中国东方歌舞团、中央交响乐团及各省文化交流艺术团等。另外，新疆历届少数民族调演、本地艺术团新创作的剧目也会在此剧场表演举办。2004年，新疆人民剧场被列入市级文物保护单位。2007年6月4日被录入为新疆维吾尔自治区文物保护单位[57]。2013年3月5日被录入为全国重点文物保护单位[58]。

- 原苏联驻迪化总领事馆旧址，原苏联驻迪化（今乌鲁木齐）总领事馆旧址位于胜利路新疆文化厅院内,领馆建于1896年，其主体建筑为临街尖顶小楼，原为升旗之所。领馆院内的二层大楼，则为砖木结构。在1962年苏联领事撤走后，从1964年起，领事馆旧址由新疆歌舞话剧院继续使用，随之文化厅也迁此办公[59]。此地因为有苏(俄)、美国[60]、英国三大国领事馆因而得名领馆巷，现均已撤销[61]。1970年后，由于领馆巷贯通胜利路和新华南路，周边商贸活动频繁，加上政策允许,经过40年的经营发展，与二道桥共同形成了今天少数民族特色美食、商业贸易街区，成为首府过去时代记忆的一部分。

- 毛泽民故居纪念馆坐落于天山区明德路29号，是1940年到1941年毛泽民担任新疆省财政厅代厅长时的居住地，是由办公室及宿舍旧址、新疆省财政专修学校旧址和陈列馆三栋建筑构成的四合院[62]。其中毛泽民办公室及宿舍旧址被列入第八批全国重点文物保护单位[63]。

### 地标建筑
- 国际大巴扎

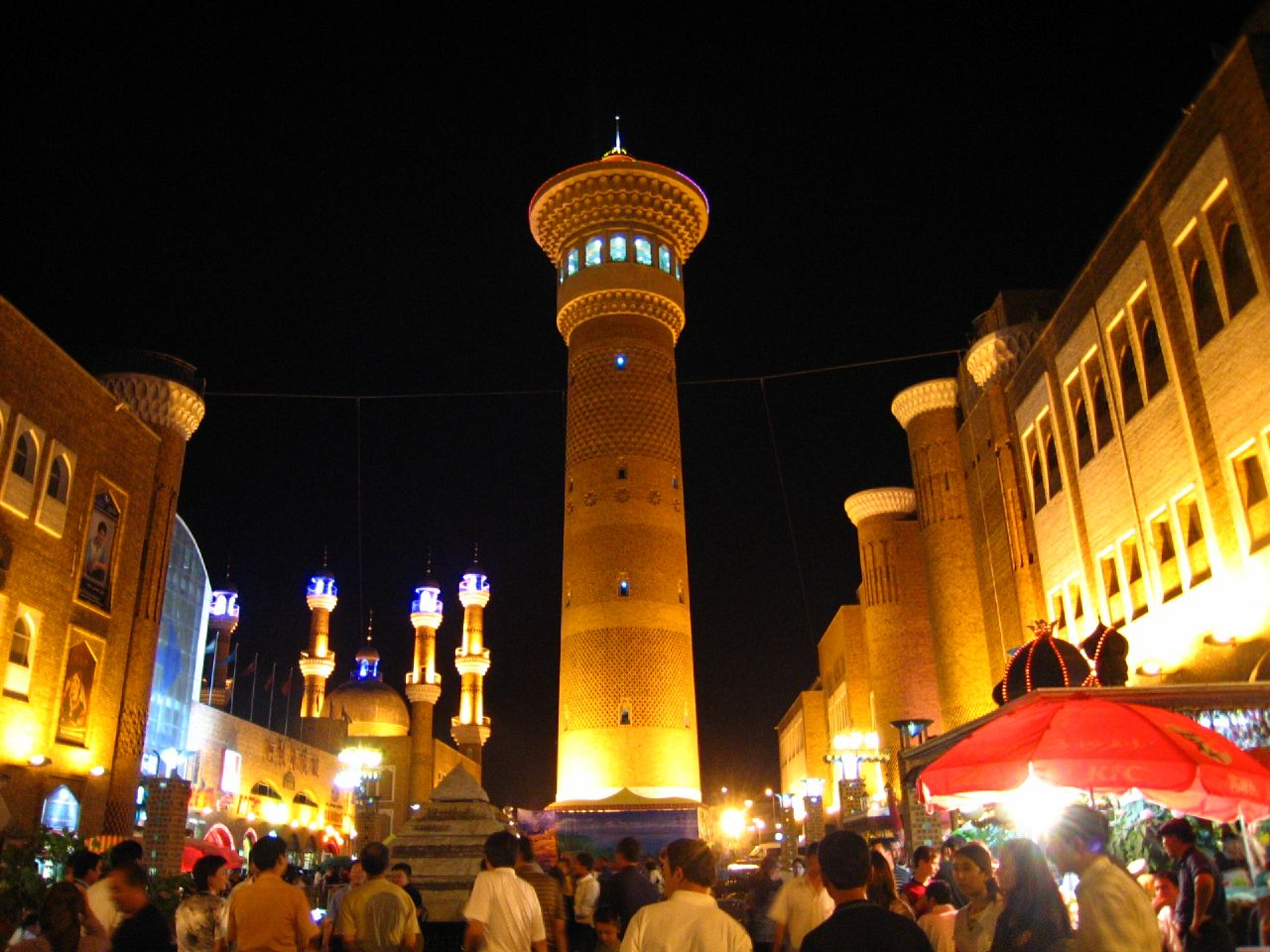
国际大巴扎

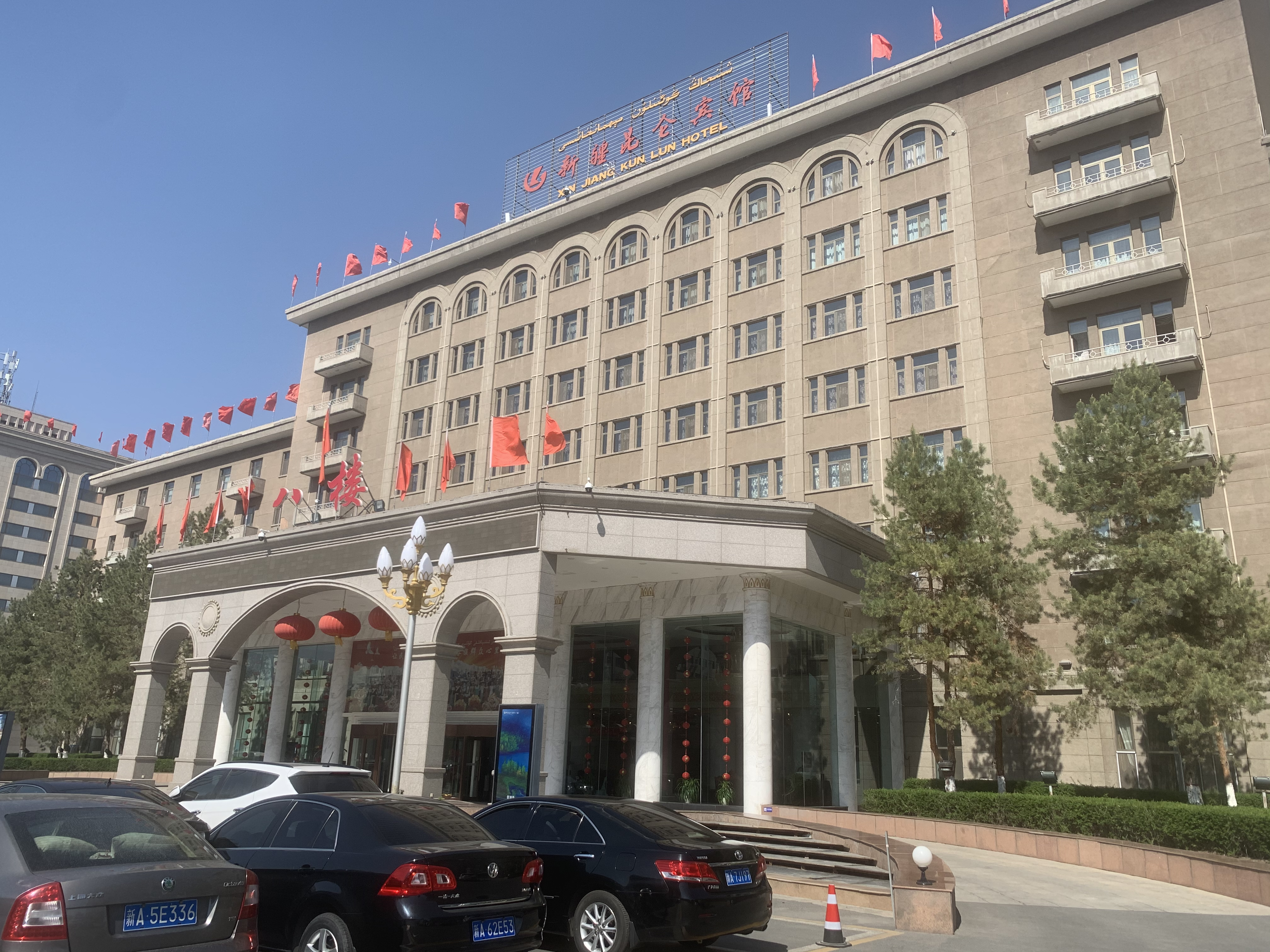
昆仑宾馆八楼

2003年，在二道桥市场对面建立起了新疆国际大巴扎。2015年，坐落在二道桥的新疆国际大巴扎被授予国家4A级景区称号。国际大巴扎建筑群面积10万平方米。包括6100平方米的大巴扎宴会厅，8000平方米的大巴扎美食广场，600平方米的露天剧场，一座清真寺和80米高的观光塔。内有接近1万个商铺以及家乐福大巴扎店。其商品包括挂毯、铜器、玉器、民族乐器、英吉沙刀具、中草药以及各类手工制品。
- 八楼（新疆昆仑宾馆）

新疆昆仑宾馆建成时高8层，且直到1980年前一直是首府最高的建筑物，所以新疆昆仑宾馆在民间被称为八楼。新疆昆仑宾馆中楼是借鉴北京前门饭店的图纸设计的一座仿苏式且具有民族风格建筑。中楼于1958年开始动工，并于1960年完工。该楼的建成意味着乌鲁木齐市拥有了第一座高层钢筋混凝土结构建筑 2004年，内地歌手刀郎的一曲《2002年的第一场雪》中歌词“停靠在八楼的二路汽车”，使得八楼名噪一时。
- 中天广场（小西门中信银行大厦）位于城南老城核心区位，周边大型建筑林立、以中天广场为中心向外辐射、构筑成首府的经典“雪山下的乌鲁木齐”城市天际线。中天广场高度为229.99米共59层，地上56层，地下3层，总建筑面积约11万平方米。是首府现有超高层建筑之一，曾经是中亚地区与中国西北地区第一高楼并保持该记录多年。

- 乌鲁木齐宝能城该项目位于首府经开区(头屯河区)高铁片区玄武湖路附近，由5栋200米-300米的超高层建筑包括办公楼、酒店、商业街等构成的建筑群。项目5栋超高层建筑已有2栋实现主体完工，高度分别为251米和285.35米，2020年6月主体封顶的是251米的1-01#办公楼，正式取代中天广场成为当前新疆最高楼。

- 乌鲁木齐市文化中心是位于高新区会展中心片区的“六馆一心”建筑群，由大剧院、音乐厅、图书城、美术馆、博物馆、城市规划馆和作为中心花蕊的文化塔组成，总建筑面积约24.8万平方米。

### 城市桥梁
1763年，清政府架设在乌鲁木齐河上的第一座桥——“虹桥”，这座用木头搭建而成，连接乌鲁木齐东西两个方向的桥梁经过多次重建，成为了后来的木质西大桥。1964年乌鲁木齐建成了第一座具有立交功能的火车南站立交桥。这座椭圆形立交桥于1960年2月施工，1961年10月竣工，是由盘道、跨线桥及匝道组合而成，20世纪60年代初，乌鲁木齐河上游修建了乌拉泊水库，河水进入修整后的和平渠，原来的乌鲁木齐河河床干涸，乱石密布的河滩南北纵贯整个市区。1966年春，全长7.6公里的河滩路修建完成，乌鲁木齐西大桥不仅是交通枢纽，更是这座城市的地标和“城市打卡点”。1985年人民路立交桥竣工，这也是乌鲁木齐第一座全互通立交桥。2016年随着“田”字型快速路工程的建设，如今蕴含现代设计理念、彰显城市风格的克拉玛依南路、河滩路、六道湾等多座五层立交桥与分布全市的60多座立交桥，共同串起城市交通动脉，使中心城区道路通行能力提高了30%。

### 城市规划

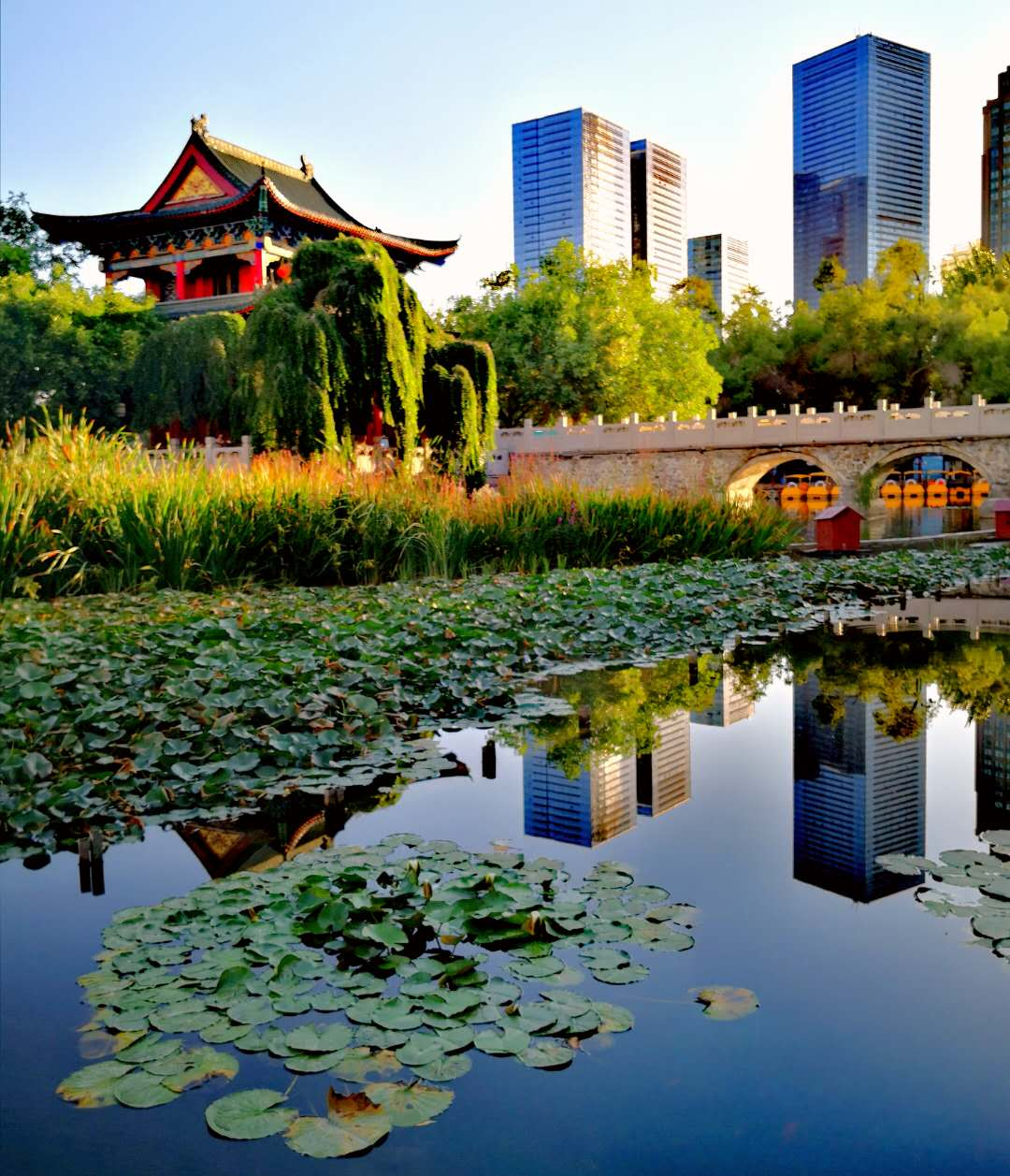
人民公园

根据《乌鲁木齐市国民经济和社会发展第十四个五年规划和2035年远景目标纲要》
乌鲁木齐将作为都市圈中心城市，辐射带动昌吉市、五家渠市、阜康市、奇台市同城化发展。加强与周边地州、县市、兵团师团沟通对接，力争到2025年，成为天山北坡城市群高质量发展、经济转型升级的重要支撑。交通方面围绕主干路网体系实施路网加密、扩容改造，优化城市路网结构，构建“两横、两纵、五环十五射”路网骨架。推进中心城区微循环道路建设，形成与中心城区的快速交通圈。建设完善中心城区轨道网络，稳步推进轨道交通2号线建设，加快推动轨道交通3、4号线各项工作，加强城市道路与高铁新客站、公路客运站、机场等交通枢纽衔接，实现交通方式间无缝换乘。
- 天山北坡城市群

天山北坡经济带总面积约9．54万平方公里，只占新疆5.7%，人口458万人，占新疆23．3%。天山北坡城市群包括乌鲁木齐市、昌吉市、阜康市、呼图壁县、玛纳斯县、石河子市、沙湾县、乌苏市、奎屯市、克拉玛依市等。这些市县位于以乌鲁木齐、石河子和克拉玛依为轴心的新疆准噶尔盆地南缘天山北坡中段，城镇、交通、能源等基础条件好，是新疆现代工业、农业、交通信息、教育科技等最为发达，城市最为密集的地区，集中了全疆83%的重工业和62%的轻工业，历年国内生产总值占全疆40%以上，城镇化水平达86.98%。天山北坡城市群是《国家“十三五”规划纲要》提出建设的全国19个城市群之一，也是国家推进建设的两个边疆地区城市群之一。
根据2021年乌鲁木齐都市圈规划，首府将与昌吉、五家渠、阜康、奇台同城化发展，力争到2025年，“乌鲁木齐都市圈”综合发展实力显著提升，形成区域竞争新优势，基本实现出行交通圈全疆主要城市“两小时”通达，都市圈“一小时”通勤。

## 人口及民族構成

### 人口
根据2010年第六次全国人口普查，全市常住人口为3112559人，同第五次全国人口普查2000年11月1日零时的2081834人相比，十年共增加1030725人，增长49.51%。年平均增长率为4.10%。 全市常住人口中，男性人口为1610775人，占51.75%；女性人口为1501784人，占48.25%。
根据2020年第七次全国人口普查，全市常住人口为4,054,369人。
同第六次全国人口普查的3,112,559人相比，十年共增加了941,810人，增长30.26%，年平均增长率为2.68%。其中，男性人口为2,116,010人，占总人口的52.19%；女性人口为1,938,359人，占总人口的47.81%。总人口性别比（以女性为100）为109.17。0－14岁的人口为590,500人，占总人口的14.56%；15－59岁的人口为2,926,704人，占总人口的72.19%；60岁及以上的人口为537,165人，占总人口的13.25%，其中65岁及以上的人口为370,224人，占总人口的9.13%。居住在城镇的人口为3,882,487人，占总人口的95.76%；居住在乡村的人口为171,882人，占总人口的4.24%。
2022年末，全市常住人口408.24万人。 常住人口城镇化率96.5%；人口出生率5.3‰；人口死亡率5.03‰；自然增长率0.27‰。

### 民族
新疆古称西域，自汉代起就已有汉族迁入，在以后的几千年的政权更替中，汉族移民从来都没有停止过迁入此地。在清朝时期“迪化”城分为满城与汉城。“满城”顾名思义为满族人口聚居地方，“汉城”主要为汉族军民居住地，当时的乌鲁木齐汉族主要来自于屯军以及军员家属，受汉文化影响，乌鲁木齐拥有了孔庙、文庙等文化场所，在红山公园和人民公园内，也多为汉文化建筑，著名学者纪晓岚曾在这里留下众多诗篇。自1949年以来，位于西北边境的新疆由于其重要的战略地位、广阔的土地面积、极大的拓荒潜力，成为屯垦、开荒、移民的重要地区。复转军人、转业部队、支边青年、知识分子、国家干部、技术工人、各省农民、学生、甚至是右派分子构成了迁入乌鲁木齐汉族移民的主体，但是他们大都是受到当时特殊的国情、政策影响的计划型移民，新疆的汉族人都可以清楚地追溯自己的原籍，老乡土挂念形成的老乡关系和新地缘观念形成的新邻里关系相结合，发展成双重的地区观念，具有浓厚原籍色彩的传统文化加之受到当地少数民族风俗的影响，从而形成一种独特的、不同于内地诸省区汉族的并具有新疆地方特色的文化。
乌鲁木齐是一个多民族聚居的城市。世居民族有汉、维吾尔、回、哈萨克、蒙古、满、锡伯、达斡尔、柯尔克孜、乌孜别克、塔塔尔、塔吉克族以及俄罗斯族等13个民族。全市常驻人口中，汉族人口2331654人，占总人口的74.91%，各少数民族人口780905人，占总人口的25.09%。共有近50个民族的人口在此居住。
| 民族名称                | 汉族    | 维吾尔族 | 回族   | 哈萨克族 | 蒙古族 | 满族 | 锡伯族 | 俄罗斯族 | 土家族 | 东乡族 | 其他民族 |
| ----------------------- | ------- | -------- | ------ | -------- | ------ | ---- | ------ | -------- | ------ | ------ | -------- |
| 人口数                  | 2331654 | 387878   | 280186 | 68076    | 10454  | 8541 | 4820   | 3010     | 2869   | 2333   | 12738    |
| 占总人口比例（%）       | 74.91   | 12.46    | 9.00   | 2.19     | 0.34   | 0.27 | 0.15   | 0.10     | 0.09   | 0.07   | 0.41     |
| 占少数民族人口比例（%） | ---     | 49.67    | 35.88  | 8.72     | 1.34   | 1.09 | 0.62   | 0.39     | 0.37   | 0.30   | 1.63     |

### 语言文字
乌鲁木齐是汉族、维吾尔族、哈萨克族、蒙古族等多民族的居住地，市区街道、广告牌绝大多数以汉语、维吾尔语双语作为官方书面语言。全市学校等教育机构实行通用中文教学。
截止2017年，九年义务教育巩固率从2013年86.30%上升到95.96%，高于全国95.2%的平均水平，高中阶段毛入学率从2011年72.95%上升到98.87%，高于全国91.20%的平均水平。其他语言，比如哈萨克語、蒙古語等也被少数民族群众在日常使用。
乌鲁木齐话，指在中国新疆首府乌鲁木齐市使用的汉语官话方言，属兰银官话北疆片。

## 社会

### 宗教

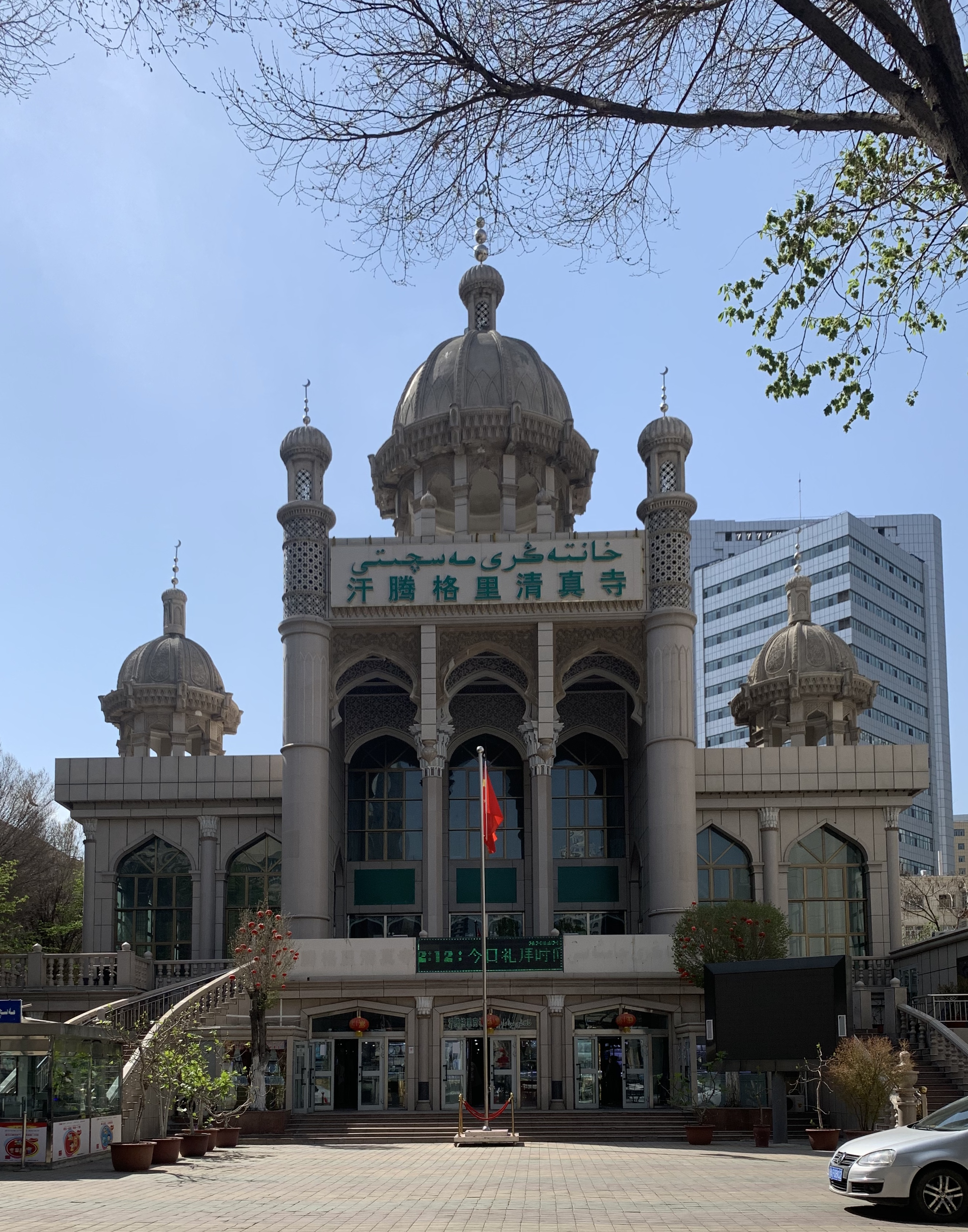
乌鲁木齐市汗腾格里清真寺

乌鲁木齐是多种宗教并存的地区。至20世纪中期，新疆共有6种宗教，即伊斯兰教、佛教、道教、天主教、基督教（新教）、东正教。维吾尔、哈萨克、回、柯尔克孜、乌孜别克、塔吉克、塔塔尔等7个民族普遍信仰伊斯兰教，汉、蒙古、锡伯、达斡尔等民族中的一些人信仰佛教（包括藏传佛教），汉族中的一些人信仰道教、天主教和基督教。信仰东正教的主要是俄罗斯族。另外，还有一些民族如满族、锡伯族中的一些人信仰萨满教。
2018年新疆当局10月9日公布新通过的《新疆维吾尔自治区去极端化条例》，公布实施的当日，乌鲁木齐市人民检察院召开决战"泛清真化"誓师大会。作为打击“泛清真化”运动的一部分，会议要求在“公共场所、机关办公场所，所有干警、工作人员之间”必须讲普通话，“党员领导干部尤其要带好头。”。

### 科研

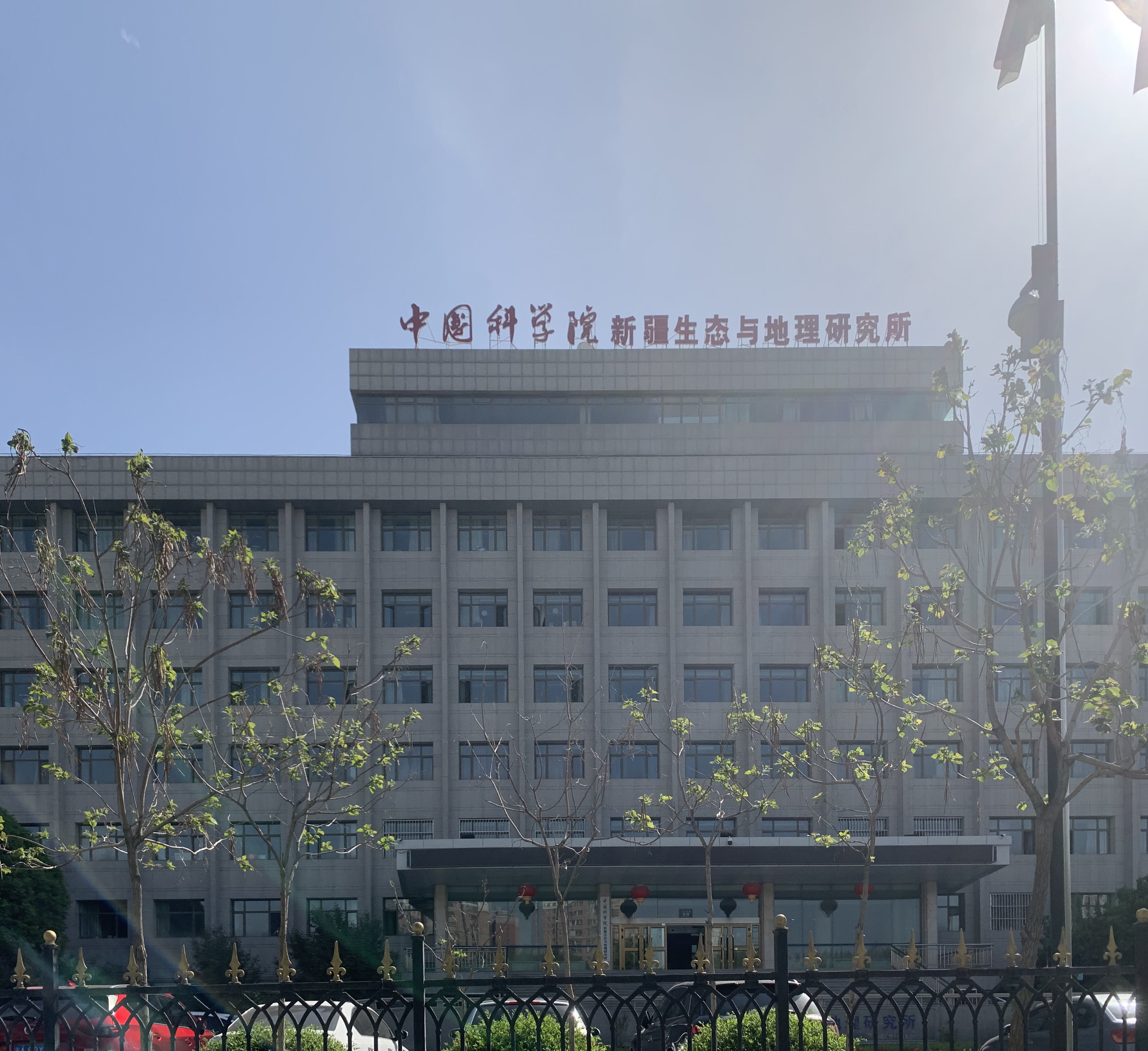
中国科学院新疆生态与地理研究所

乌鲁木齐拥有中国科学院新疆分院、新疆生态与地理研究所、新疆理化技术研究所、中科院新疆天文台等为主体的各类科研机构。2019年末拥有各类重点实验室80个，其中国家级1个，自治区级43个，市级27个。批准成立的工程技术研究中心76个，其中国家级3个、自治区级26个、市级47个。全市通过市级认定科技企业孵化器21家，其中通过国家认定备案8家。通过市级认定众创空间35家，其中通过国家级认定备案15家。

### 治安
自2019年起，乌鲁木齐施行“党建+治安”网格一体化建设，将全市社区划分为3427个网格，细化出近3.5万个楼栋（巷道）单元，在楼栋（巷道）内以10-15户家庭或商户为单位组建8.7万余个双联户（十户联保）单位，完善1394个以便民警务站为依托的社会面防控网、4620个社会单位内保网、3675个居民小区封闭式管理网。推进反恐维稳法治化常态化，坚持严厉打击暴力恐怖犯罪，保障了各族人民的生命权、健康权、财产权。积极完善治安防控体系，逐步形成“网格化”社会面巡逻防控体系，大力建设派出所、警务室、便民警务站、巡防大队、治安卡点，构建“1分钟、3分钟”处警圈。

### 医疗
2019年末全市医疗卫生机构1783个，其中医院137个，三甲医院17个，位居西部地区前列。在医院中公立医院59个，民营医院78个；基层医疗卫生机构1609个，其中乡镇卫生院26个，社区卫生服务中心（站）306个，门诊部（所）1109个，村卫生室168个；专业公共卫生机构29个，其中疾病预防控制中心11个，卫生监督所（中心）10个；其他卫生机构8个。卫生技术人员4.17万人，增长4.9%，其中执业（助理）医师1.65万人，注册护士1.85万人；平均每千人拥有医师4.76人、注册护士5.35人。卫生机构床位数3.28万张，增长1.8%，其中医院2.94万张，基层医疗卫生机构2694张，平均每千人拥有床位数9.46张。全年总诊疗人次2421.6万人次，出院人数109.87万人。
- 三甲医院（截至2018年）

新疆医科大学第一附属医院、新疆维吾尔自治区人民医院、新疆医科大学第二附属医院、新疆医科大学附属肿瘤医院、新疆维吾尔自治区中医医院、新疆医科大学第五附属医院、新疆医科大学第六附属医院、新疆维吾尔自治区胸科医院、新疆维吾尔自治区维吾尔医医院、乌鲁木齐市友谊医院、乌鲁木齐市中医医院、乌鲁木齐市妇幼保健院、新疆生产建设兵团医院、新疆石油管理局乌鲁木齐医院、中国人民解放军新疆军区总医院、中国人民解放军第四七四医院、中国人民武装警察部队新疆总队医院

### 大众传媒
乌鲁木齐拥有国际水平的现代通讯条件，亚欧光缆、中国-中亚光缆、西兰乌数字光缆主干线节点，光缆、微波、卫星等通讯网络畅通，电信宽带网覆盖全境。亚欧通信光缆、GSM数字移动通信、DDN数字数据网、IP宽带城域网相继开通，具备与国内外进行大规模、高速率信息交流的条件。2012年5月21日乌鲁木齐区域性国际通信业务出入口局在新疆乌鲁木齐正式揭牌，乌鲁木齐区域性国际通信业务出入口局的成立，使乌鲁木齐成为中亚、西亚、南亚地区11个国家与中華人民共和国连接的国际通信枢纽，这是中華人民共和国继北京、上海、广州、昆明、南宁之后的第六个国际通信枢纽局。中国境内已经建成面向全球的3大国际通信枢纽和包括新疆乌鲁木齐在内的5大区域性国际通信中心。从理论上来说，乌鲁木齐的传媒与中国大陆其他传媒一样，受到网络控制、监管与审查。然而该地区相比比中国大陆其他地区较受更为严格的网络审查、区域性屏蔽及限制（比如百度网盘），整个新疆地区的IP也常在被封锁之列。当地门户网站亚心网是依托新疆经济报系主办的以新疆新闻综合信息门户网站。亚心网于2020年遗憾关停。

#### 电影
天山电影制片厂（简称天山厂或天影厂）是中华人民共和国新疆维吾尔自治区的一家主要经营电影摄制、译制、复制发行，电视剧制作的事业单位，隶属于新疆维吾尔自治区广播电视电影局。制片厂年均拍摄三部影片，译制年均40余部。制片厂拍摄并制作过《阿曼尼莎汗》、《真心》、《买买提的2008》、《大河》等本土电影，也和中国大陆、香港、台湾等地影视公司进行过合作，合拍出如《红玫瑰白玫瑰》与《半生缘》等合拍片。

#### 广播媒体
乌鲁木齐的广播事业可追溯至1949年12月21日启播的“迪化人民广播电台”，维吾尔语呼号为“乌鲁木齐人民广播电台”。1951年3月20日改称新疆省人民广播电台，对外呼号为“新疆人民广播电台”。1956年1月1日改称现名。1986年7月1日，新疆电视台的维吾尔语、汉语和哈萨克语节目正式上星传输，成为全中国第一家上星播出的省级电视台、中国上星频道最多的省级电视台及使用语言第二多的电视台。2018年12月12日，由新疆人民广播电台和新疆电视台合并组建的新疆广播电视台正式挂牌成立。时至今日，乌鲁木齐的广播电视机构有省属的新疆广播电视台和市属的乌鲁木齐电视台，其大多数频道使用中文播出，新疆电视台还曾开办过面向吉尔吉斯斯坦（柯尔克孜语/吉尔吉斯语）和乌兹别克斯坦（乌兹别克语）传送的节目，通过XJTV-8播出，现均已停播。此外，新疆电视台是中国大陆仅有的两个以《东方红》为调谐信号的地方广播电台（另一个为广东省的高州人民广播电台）。
乌鲁木齐电视台（UTV）是首府乌鲁木齐市的地方电视台。始建于1985年4月，同年9月28日试开播。该电视台系综合性有限电视媒体，是全国城市电视台及西北五省的主要城市电视台，以及新疆维吾尔自治区诸多城市电视台的中心台。
新疆生产建设兵团广播电视台是一家隶属于新疆生产建设兵团省级电视台。新疆生产建设兵团广播电视台节目信号覆盖乌鲁木齐和新疆生产建设兵团12个地区与14个师以及其他大陆省份。
新疆教育电视台是中国大陆第一家教育电视台，1980年8月正式开播，以汉语广播为主，目前每天播出约19小时，通过地面电视及有线电视覆盖全疆各地。

#### 印刷媒体

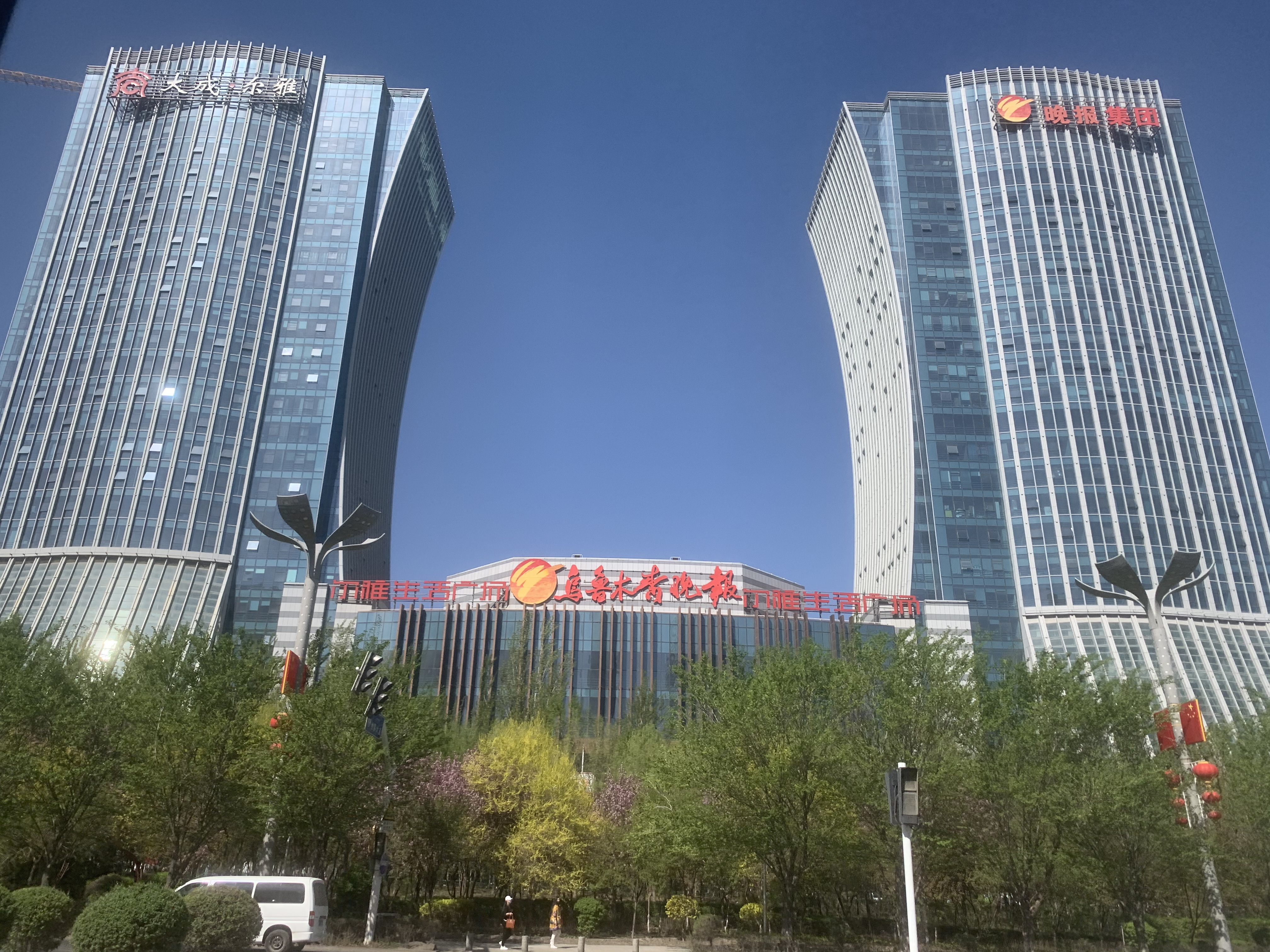
乌鲁木齐晚报社报业大厦

新疆日报是中国共产党新疆维吾尔自治区委员会的机关报，有汉文、维吾尔文、哈萨克文、蒙古文四种版本。中文版《新疆日报》创刊于1949年12月6日，毛泽东题写报名。其渊源可以追溯到1915年10月创刊的《新疆公报》。维吾尔文版、哈萨克文版《新疆日报》创刊于1950年1月1日，蒙古文版《新疆日报》创刊于1950年8月1日。
乌鲁木齐晚报是中国共产党乌鲁木齐市委的机关报。《乌鲁木齐晚报》于1984年元旦创刊，是中华人民共和国第16份晚报，並為中华人民共和国第一份少数民族文字的晚报；报头由郭沫若题写。
此外还有《都市消费晨报》、《新疆法制报》、《西部建设报》、俄汉周刊《新资讯》等

## 交通

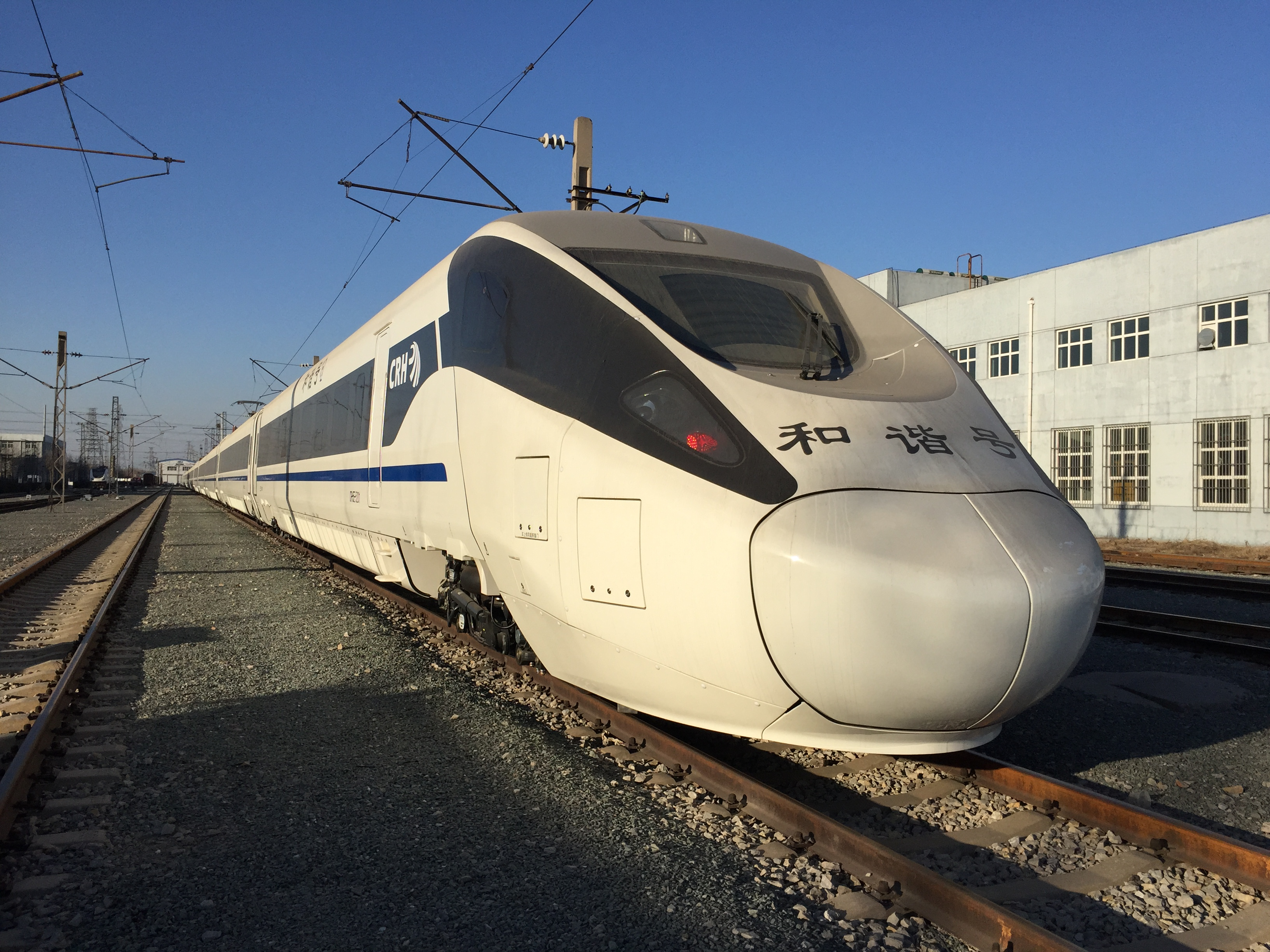
乌鲁木齐局集团执行开往西安北站的CRH5E卧铺动车

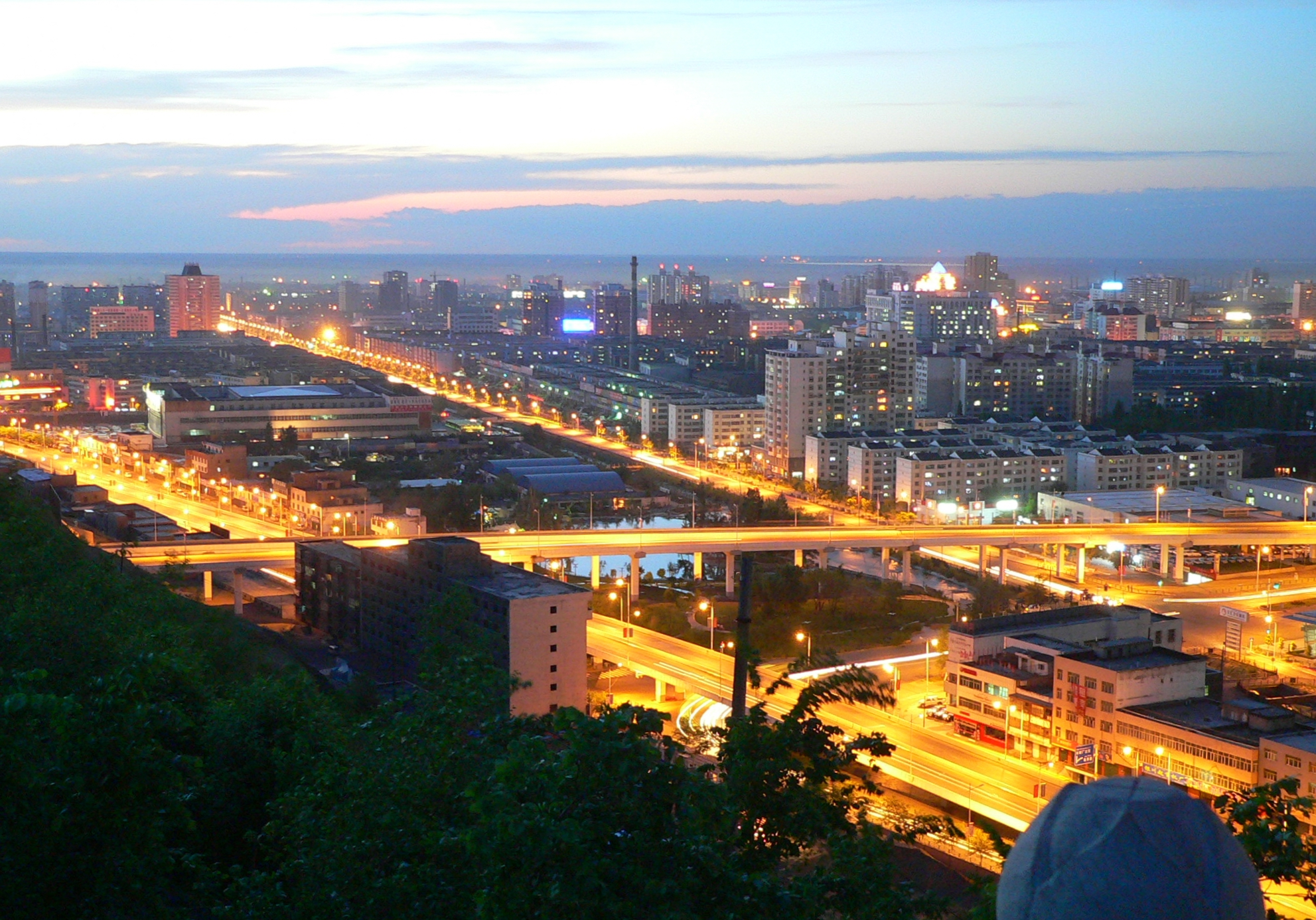
乌鲁木齐南站附近的車流

乌鲁木齐是新亚欧大陆桥上的国际性综合交通枢纽港，中国大陆西北地区重要的交通枢纽，中国民航八大国际航空枢纽之一，中欧班列五大集结中心之一，也是渝新欧国际铁路的中转站，2021年当局印发《国家综合立体交通网规划纲要》中20个国际性综合交通枢纽城市之一。乌鲁木齐也是国际航空（货运）枢纽，实现与国内所有省会城市通航，运营新疆机场定期航班的航空公司达28家。运营定期航线237条，其中国内客运航线235条，货运航线2条。63个疆外国内城市以及18个疆内城市与乌鲁木齐通航 。国际航点也在逐年增加，已开通面向中亚和欧洲近10条国际货运航线。该市作为具有较强国际运输服务功能的铁路枢纽场站，依托兰新高铁、北疆铁路以及南疆铁路，形成以乌鲁木齐为中心的快速铁路交通网。中国大陆的货物通过乌鲁木齐中转至中亚、西亚以及欧洲等地，且已形成东联西出国际大通道，综合交通实力快速增长。国际邮件在新疆形成了以乌鲁木齐国际邮件互换局兼交换站为中心，经乌鲁木齐国际邮件互换局兼交换站处理的国际邮件占到全疆国际邮件总量的99.8%。

### 国际通道
新亚欧大陆桥，或新世紀亚欧大陆桥，是中國一帶一路計畫的六大經濟走廊之一，1990年9月12日，兰新铁路西段与苏联土西铁路在中苏边境的新疆阿拉山口站和苏联德鲁日巴站之间胜利接轨，新亚欧大陆桥全线贯通。该通道通过中亚、西亚到达欧洲的铁路路线。沿线国家包括俄罗斯、白俄罗斯、波兰、德国最终到达荷兰鹿特丹。乌鲁木齐国际陆港区位于乌鲁木齐经济技术开发区，规划面积67平方公里，发展定位为国家物流枢纽、国际供应链组织中心、开放型现代产业集聚高地和中国（新疆）自由贸易试验区核心区。

### 公路
- 公路干线： 连霍高速公路、 京新高速公路、 乌鲁木齐绕城高速公路、吐乌大高速公路（吐鲁番-乌鲁木齐-阜康大黄山）、乌奎高速公路（乌鲁木齐-奎屯）、河滩快速公路、乌昌一级公路、 216国道、 312国道、 314国道、外环路
- 现运营的市区长途客运车站：安运捷客运站(原八一军供客运站)、米东区客运站、高铁国际汽车客运站、陆港国际客运站

### 铁路

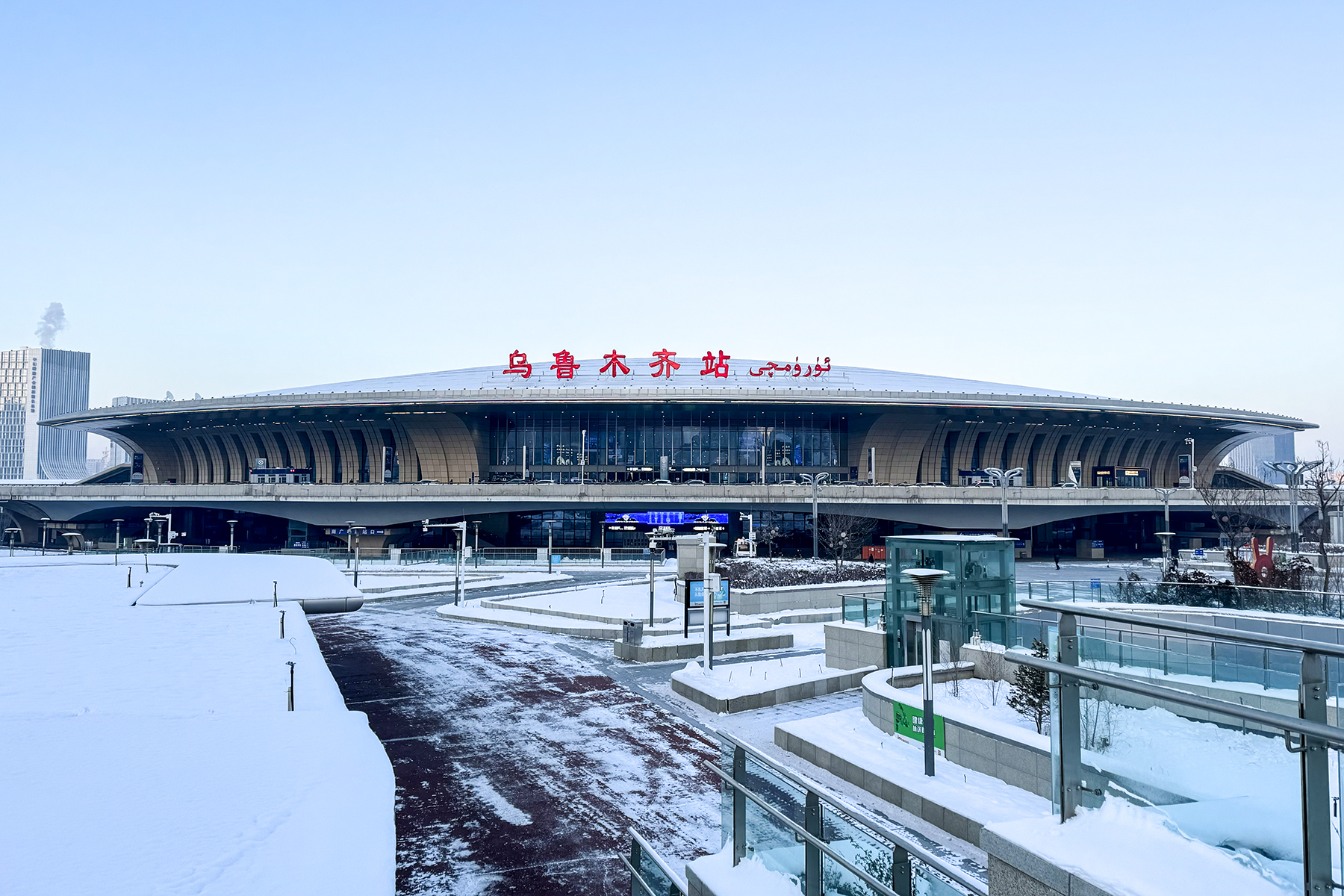
乌鲁木齐站南广场

新疆铁路基本实现以乌鲁木齐为中心的4小时交通圈，四小时左右及以内可到东疆的哈密，西部的博乐，南疆的库尔勒和北部的克拉玛依。乌鲁木齐站不仅是陆桥通道兰新客运专线的终点，也是北疆铁路与兰新铁路的交汇处，通往北疆和南疆各地州方向的重要铁路枢纽。乌鲁木齐、成都、郑州、重庆、西安同为五大中欧班列枢纽节点城市，通过中欧班列乌鲁木齐集结中心，可以通达中亚和欧洲18个国家的25座城市。
- 铁路：兰新铁路、北疆铁路、兰新客专、乌将铁路
- 铁路客运车站：乌鲁木齐站、乌鲁木齐南站
- 主要铁路货运车站：乌西站、乌北站、乌东站、乌拉泊站、盐湖站

### 空港信息

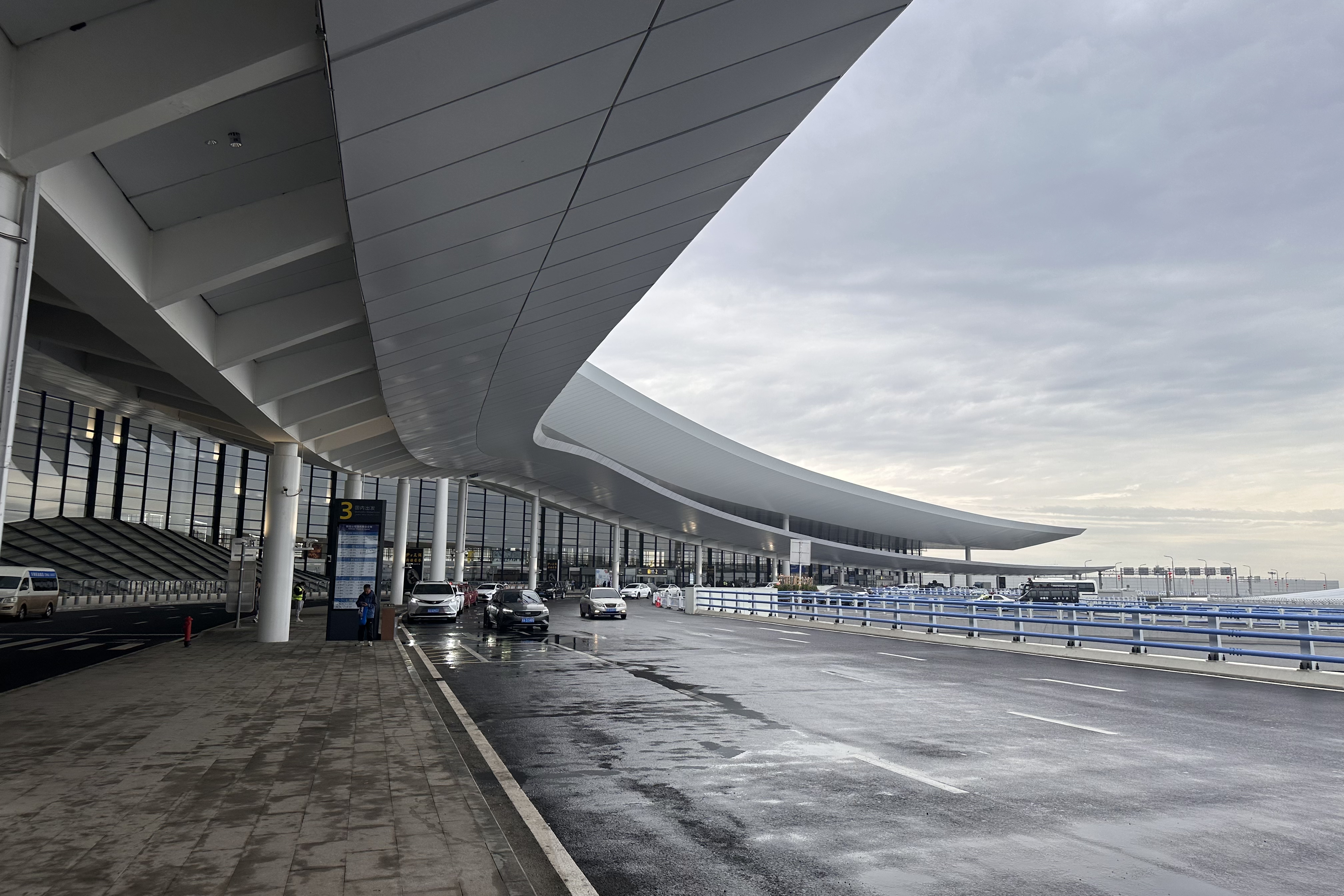
乌鲁木齐天山国际机场T4航站楼

乌鲁木齐天山国际机场位于该市西北方向16公里，在1980年代初期为中国四大机场之一，如今是与昆明长水国际机场并列的国家五大门户机场之一，也是八大国内区域枢纽之一。2018年旅客吞吐量为2302.8万人次，居全国前列。主要服务于乌鲁木齐、昌吉等城市。南航股份新疆分公司、海航股份新疆分公司、天津航空新疆分公司、国航新疆分公司、乌鲁木齐航空、山东航空、四川航空七家航空公司先后在乌鲁木齐机场设立基地公司和运行基地。烏魯木齊航空于2014年8月29日首航，基本形成了以乌鲁木齐国际机场为中心、辐射疆内及国内主要城市的航线网络架构。
2021年10月22日，民航新疆管理局正式批复《新疆准东（奇台）民用机场总体规划》，该机场位于新疆昌吉回族自治州奇台县西北湾镇，南距奇台县县城约16千米，距离首府200千米。为4C级支线机场，兼顾通用航空及乌鲁木齐机场的备降机场任务。
此外，乌鲁木齐还有南山机场、东山机场等军用机场

### 市内公共交通
乌鲁木齐公交始建于1953年，初建为公共汽车站；1965年成立乌鲁木齐市公共汽车公司；1993年2月成立乌鲁木齐市公共交通总公司；2006年5月29日，企业改制重组为乌鲁木齐市公共交通集团有限公司和乌鲁木齐市公交珍宝巴士有限公司，目前全市公交由8家公司运行。公共交通体系不断完善，现有轨道交通、常规公交、快速公交（BRT）、环线快客、直达专线、大站快线、社区巴士7种公交模式，公交线路237条，线路总长度3824.8公里，车辆4458辆。公交客运量约7亿人次/年，日均出行量约180万人次。中心城区公交站点500米覆盖率100%，公交场站65个。

#### 公交巴士
- 乌鲁木齐市公共交通集团

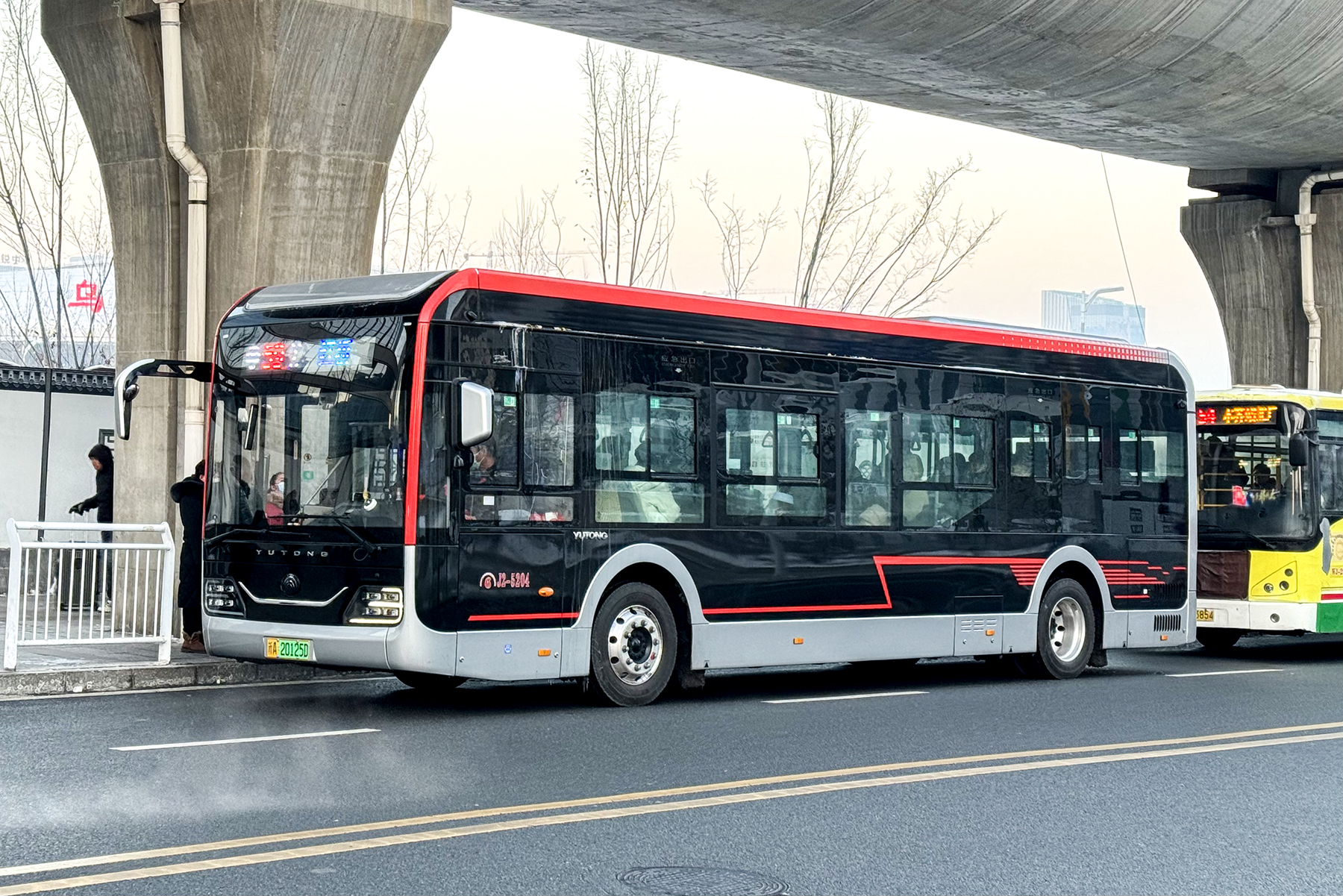
乌鲁木齐公交集团

截至2021年6月，公交集团所辖运营线路158条（其中，常规线路125条（含乡村公交、县城公交）、社区巴士22条、大站快线5条、直达专线1条、通勤线路5条）；线路总长度2381.2公里，网长912.1公里。在册大型客车2164辆，中型车251辆，其中自营中型客车120辆，外包131辆中型客车（出租公司专线车），公交出租公司在册车辆2064辆，其中：常规公交出租汽车2025辆，纯电出租汽车25辆，14辆通勤班车。
- 乌鲁木齐珍宝巴士有限公司

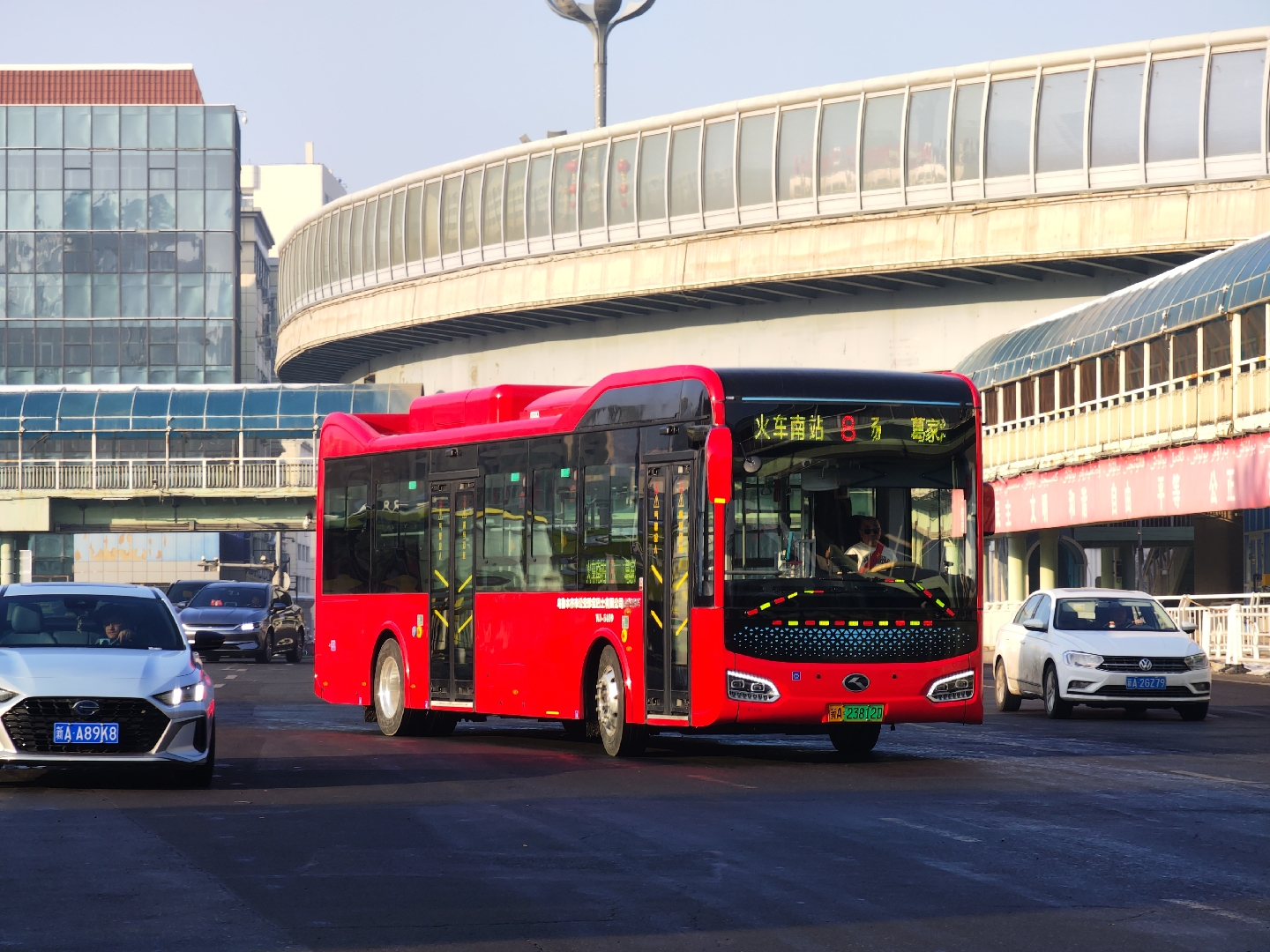
乌鲁木齐珍宝巴士

2006年，乌鲁木齐市市委、市政府引入外资，对原乌鲁木齐市公共交通总公司改制组建成立的珍宝巴士大型外资公交企业。截止2019年，乌鲁木齐珍宝巴士拥有营运车辆1140辆，其中新能源车辆317辆，包括有插电混合动力车辆和纯电动车辆。运营58条公交线路。
- 其他公司:

十二师屯坪巴士公司: 十二师1～7路. 
昊天公司: 乌达线、水板快客、11路（乌昌线）、528路（新化线）
四平商贸公司: 6001路、6002路、6004路、6006路
天缘国旅(原民航旅客公司): 空港1路、空港2路
新疆运通投资公司: D011路

#### 快速公交（BRT）
- 乌鲁木齐市城市快速公交运营有限责任公司

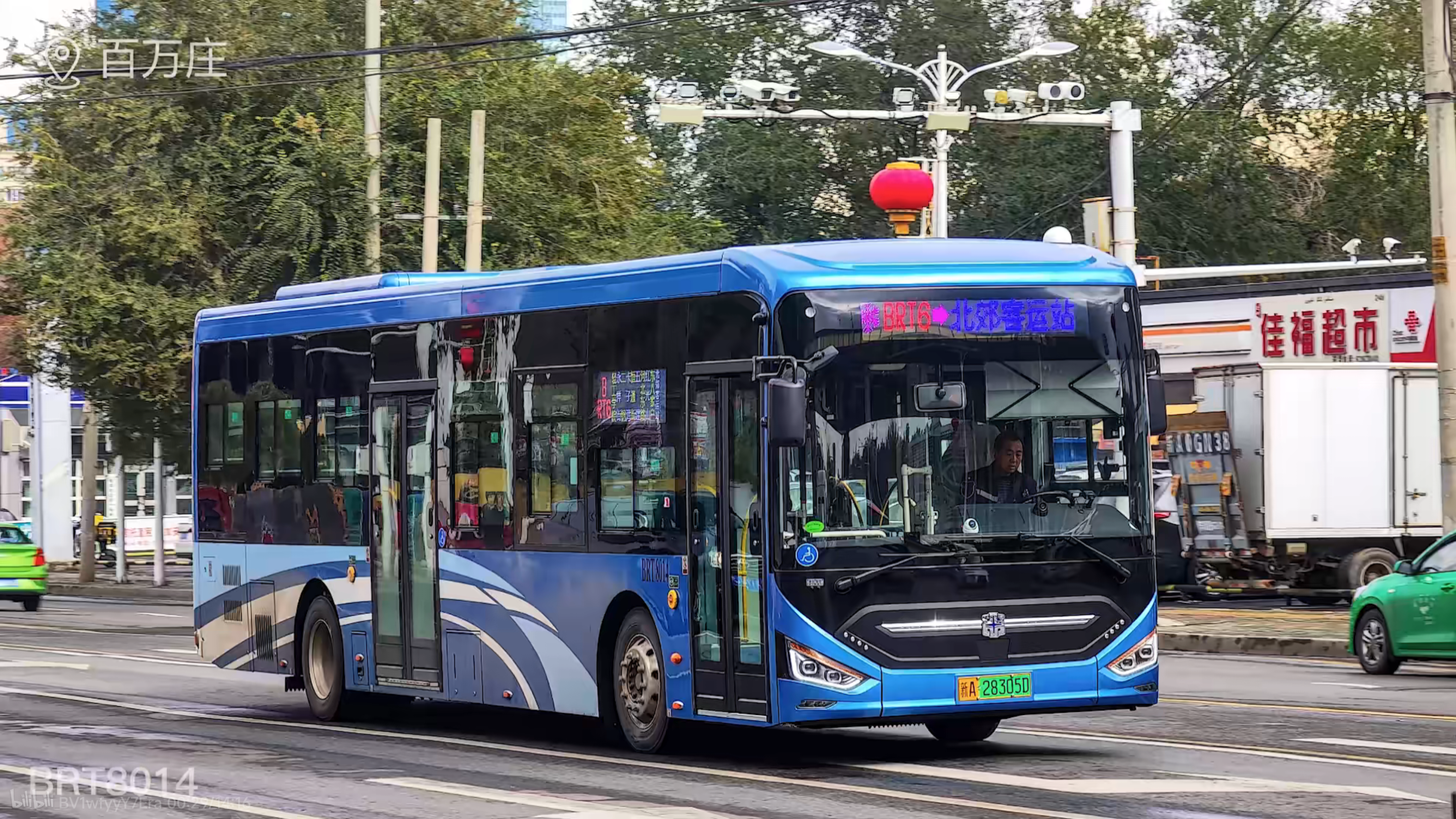
乌鲁木齐快速公交6号线

乌鲁木齐快速公交于2011年9月正式启动。目前运行9条线路与1条区间线及1条支线：BRT1、BRT2、BRT4、BRT5、BRT6、BRT7、BRT71、6502、6306、5007（由BRT公司运营）。全长约58 km。

#### 轨道交通

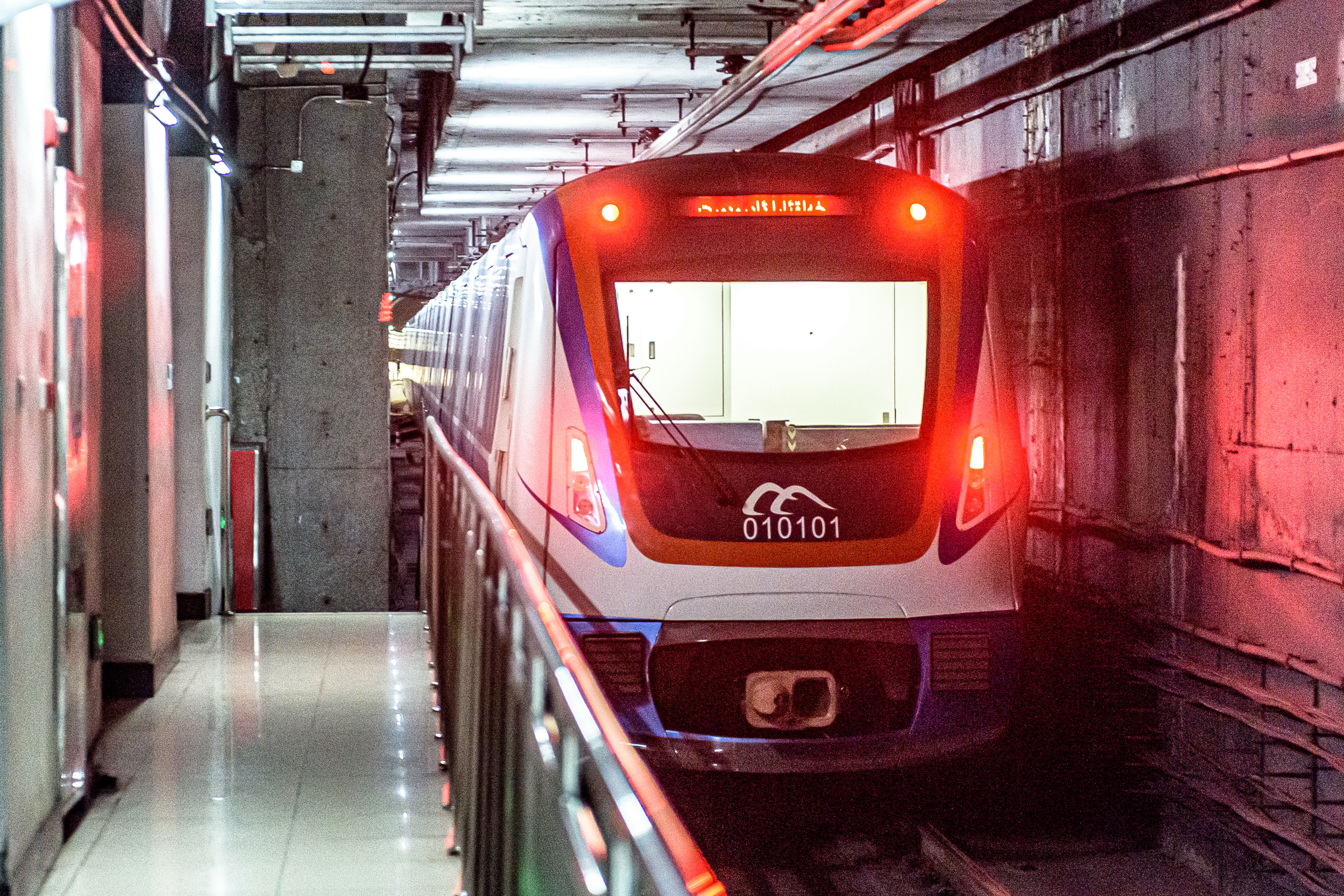
乌鲁木齐地铁一号线

- 乌鲁木齐地铁（Urumqi Metro）是中国大陆第35个[113]、西北地区第二个开通运营城市轨道交通系统，其首条线路 █ 1号线于2018年10月25日开通试运营， █ 2号线（机场捷运）机场段2025年4月开通。乌鲁木齐市规划轨道交通线网规划将打造12条轨道交通线路，由8条城市内部联系线路和4条区域联系线路组成。其中8条城市内部联系线路总长257.1公里[114]。

- 乌昌磁悬浮[115]：截止2021年12月，乌昌磁悬浮目前进入实质性前期实施阶段[116]，线路起于乌鲁木齐地窝堡国际机场，经新疆生产建设兵团第十二师五一新镇至昌吉市，终于昌吉西外环站。项目线路全长24.1公里[117]。其中，昌吉境内线路长度为7.7km。

#### 出租车/网约车
乌鲁木齐出租车起步价3公里10元，3公里后每公里1.3元等候费为每分钟0.35元。

### 邮电
2019全年实现邮电业务总收入71.86亿元，比上年下降0.5%，其中，邮政业务收入4.81亿元，下降5.9%；电信业务收入67.05亿元，下降0.1%。全市固定电话用户105.12万户，比上年末减少8.47万户。固定电话普及率每百人46.81部。年末移动电话用户715.34万户，增加38.69万户，其中，3G用户66.99万户，4G用户330.41万户。移动电话普及率每百人318.58部。互联网宽带接入用户200.18万户，增加29.94万户。全年软件和信息技术服务业营业收入145.75亿元，比上年增长0.2%。

## 經濟

### 概览
乌鲁木齐是丝绸之路经济带的金融中心，中亚地区的区域商贸中心，中国辐射全疆及中亚的区域金融中心，中国31个金融中心之一。根据地区生产总值统一核算结果，2024年实现地区生产总值4502.16亿元，按不变价计算，比上年增长5.3%。其中：第一产业增加值32.47亿元，增长6.6%；第二产业增加值1327.33亿元，增长10.8%；第三产业增加值3142.36亿元，增长3.3%。三次产业结构为0.7 : 29.5 : 69.8。按常住人口计算，全市人均地区生产总值109632元，比上年增长4.5%。。

### 第一产业
乌鲁木齐位于天山以北，自然环境比较复杂，有着丰富的野生植物资源。现已查明，可供开发利用的野生食用植物约有40余种，其中野蔷薇、沙棘、野苜蓿等在国内外已被开发利用，作为饮料和保健品；野生油料植物约有50余种；野生饲用植物约有29科140多属240余种，其中如三叶草、草木樨、苜蓿、冰草、草地早熟禾、布顿大麦等世界上著名的豆科和禾木科牧草在本市均有生长，本地还有不少野生优良牧草有待进一步开发和利用；野生蜜源植物约有100多种；农作物野生近缘种植物约有60多种；野生药用植物资源约有390余种；野生工业用植物约有100余种。
2020年完成农林牧渔业总产值66.51亿元，按可比价计算，比上年增长3.5%，其中，农业产值30.81亿元，下降1.4%；林业产值3.49亿元，增长88.5%；畜牧业产值28.24亿元，增长6.3%；渔业产值0.99亿元，下降20.3%；农林牧渔服务业产值2.98亿元，下降2.7%。

### 第二产业
乌鲁木齐已形成石化、冶金、纺织、机械制造、高新技术、建材、医药、食品、轻工业、电子信息等十大产业集群，产业门类齐全，石化、冶金等产业的发展在同行业内处于领先地位，已成为第二产业的支柱。乌鲁木齐市北有准东油田，西有克拉玛依油田，南有塔里木油田，东有吐哈油田，且地处准噶尔储煤带煤的中部，市辖区内煤炭储量就达100亿吨以上，主要分布在雅玛里克山、水磨沟、芦草沟等地，约占全疆总储量的四分之一，故乌鲁木齐又被称为“煤海上的城市”。此外还蕴藏丰富的各种有色、稀有的矿产资源。
第二产业在全市GDP的比重为38.8%。康师傅、可口可乐、阿尔卡特、SK、嘉里大通、大众汽车、威立雅、惠普、西门子、韩国韩华、丹麦LM glasfiber、丰田、意大利索克瑟姆、嘉士伯、统一、韩国大宇、汉莎航空、日本积水化学、法国液化空气等等的世界及中国500强企业落户乌鲁木齐。

### 第三产业
乌鲁木齐第三产业较为发达，在GDP中所占的比重常年在为60%以上。乌鲁木齐是成丝绸之路经济带核心区区域金融中心中央区，中亚的区域商贸中心，辐射全疆、融合中亚的区域金融中心，中国31个金融中心之一。截止2018年，新疆新设外商投资企业 125 家，同比下降 23.8%；实际使用外资金额 2.1 亿美元，同比增长 0.2%。据海关统计资料显示，全年实现外贸进出口总额455.87亿元，比上年下降11.0%，其中，出口288.51亿元，下降13.7%；进口167.36亿元，下降6.0%。全年接待国内外游客（含一日游）6003.74万人次，较上年下降20.1%，其中入境游客0.85万人次，下降96.9%。全年实现旅游总收入479.18亿元，下降57.8%，其中入境旅游收入0.23亿元，下降97.3%。
- 上市公司

截止2019年年末拥有境内上市公司32家，H股上市公司4家。境内上市公司中，主板20家、中小企业板9家、创业板3家，总股本671.63亿股，比上年增长0.9%；股票市价总值4061.34亿元，增长4.9%。拥有法人证券公司2家，证券营业部72家。拥有期货公司1家，期货营业部6家。截至2019年底，乌鲁木齐市拥有保险机构217个，比上年减少4个。保险机构各项保费收入218.24亿元，比上年增长10.0%，其中，财产险56.50亿元，增长16.5%；人身险161.74亿元，增长7.9%。全年支付各类保险赔款及给付64.94亿元，比上年增长2.3%，其中，财产险27.78亿元，增长11.7%；人身险37.16亿元，下降3.8%。

#### 商业街区

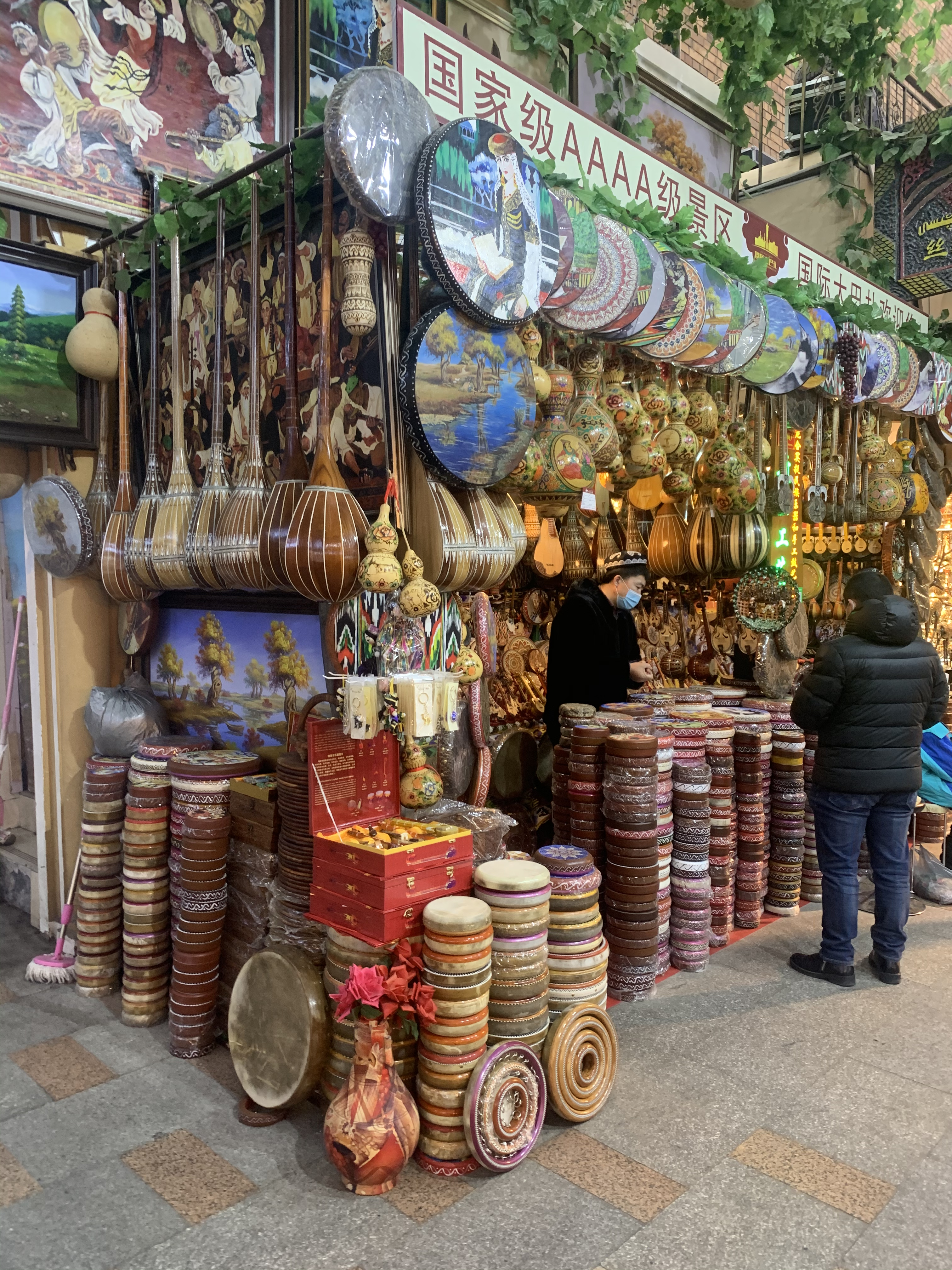
二道桥民族乐器商铺

乌鲁木齐著名的商业圈主要有老城区的二道桥、大小十字、中山路、大小西门、火车南站、友好路、华凌、南湖等十余个大商圈。其中，二道桥商圈是以旅游观光为特点打造的民族贸易及接待中外游客的商圈，大小十字是以金融业为主的高端商务商圈，中山路商圈以电子科技、电脑通讯为主，大小西门商圈以服装批发、零售为主，边疆宾馆商圈则主要为对外贸易。其余商圈、铁路局商圈、南湖商圈、高铁商圈以时尚购物、餐饮、娱乐为主要特色。
奢侈品购物中心：Maison Mode • Urumqi（乌鲁木齐美美百货）、CCmall、天山百货大楼、杉杉奥特莱斯等。
大型商业综合体：新疆友好购物中心、新疆汇嘉时代百货、万达广场、万科广场、吾悦广场等。

#### 会展业
- 亚欧博览会：中国亚欧博览会是中国西部地区主要的国家级投资贸易洽谈会之一，乌鲁木齐为中国亚欧博览会永久举办城市。1992年9月2日，首届乌鲁木齐边境地方经济贸易洽谈会在乌鲁木齐举行，以原苏联和东欧国家为对象，洽谈地边易货贸易和经济合作为主。1994年经外经贸部批准，将乌洽会名称改为“乌鲁木齐对外经济贸易洽谈会”。首届中国亚欧博览会于2011年9月1日至5日起在中国新疆国际会展中心举办。
- 新疆国际汽车工业博览会：新疆汽博会是西北地区规模最大、品牌最多、首屈一指的车展，是成为中亚地区最具规模的国际性车展。
- 中国新疆国际煤炭工业博览会：新疆维吾尔自治区的重要活动、亚洲两大煤炭展之一。
- 新疆国际会展中心：是中国西部地区面向中亚、规模最大、功能最全的国际性会展中心之一。新疆国际博览中心一期工程室内可展面积1.5万平方米的3倍；地下建筑总面积约1.74万平方米；室外场地总面积约19.94万平方米，室外展场4.5万平方米，此外，还包括停车场4万平方米，门前广场2.5万平方米，园林绿化8.94万平方米。 长486米，宽130.5米。展馆采用大跨度张弦桁架，跨度108米，为国内第三大跨度。会议中心设计造型为椭球体明月，设计难度和人员容纳规模居全国同类建筑前列。会展中心设置6个主展厅，会议中心可具备4000人会议的规模。

#### 金融业
新疆致力于将乌鲁木齐打造成为丝绸之路经济带区域性国际金融中心，截至2016年7月底，在A股上市的45家新疆企业中，有28家是乌鲁木齐企业，在新三板、新疆股权交易中心挂牌的乌鲁木齐企业，也位居新疆之首。金融机构也在加速布局乌鲁木齐。巴基斯坦哈比银行新疆分行已落户乌鲁木齐。截至2018年末，新疆银行业机构主体达147家，较2014年末增加12家；各类银行分支机构网点4152个，较2014年末增加592个。新疆证券期货机构主体50家，较2014年末增加24家。保险主体34家，较2015年初增加4家。
国内银行
- 国家开发银行
- 北京银行
- 招商银行
- 中国农业银行
- 中国银行
- 中国交通银行
- 中国建设银行
- 华夏银行
- 中国光大银行
- 乌鲁木齐银行
- 上海浦东发展银行
- 平安银行
- 中信银行
- 中国工商银行
- 中国邮政储蓄银行
- 新疆银行
- 民生银行
- 兴业银行
- 昆仑银行
- 天山农商银行
- 进出口银行
- 广东发展银行
- 新疆汇和银行
- 哈密市商业银行

国际银行
- 东亚银行[130] 、哈比银行[131]

### 产业园区
- 经济技术开发区(头屯河区)

是西北首个国家生态工业示范园区，位于乌鲁木齐市西北部，集国家级开发区、综合保税区、出口加工区、行政区、兵地合作区于一体。于1994年8月经国务院批准设立，是全疆第一个国家级经开区；
2011年1月，与市辖行政区头屯河区合并，实行“区政合一”，规划管理面积增至480平方公里。2013年度成为全疆首个工业总产值超千亿园区。2015年财政收入突破100亿元。2018年2月，区划调整，区域面积增至490平方公里，先后引进上汽大众汽车、铁建重工、中车、广汽、正威、百纳威、金昇卓郎等项目，建成了新疆软件园、云计算产业基地、新疆国际电子商务产业园、新疆卫星应用四大信息产业园区，入驻企业超过500家，总收入近50亿元，拉动就业2.4万人。
- 高新技术产业开发区

位于新市区东部，总体规划面积为326平方公里。辖区是乌鲁木齐市下辖的一个类似乡级单位。1992年8月成立，同年11月被中华人民共和国国家发展和改革委员会国务院批准为国家级高新技术产业开发区，园区常住人口为80万人。乌鲁木齐高新技术产业开发区是经国务院批准的全国首批54个国家级高新技术产业开发区之一。2017全国综合实力百强区。2019年10月，成为全国综合实力百强区排行榜（全国百强区）第34名。辖区内有中央、自治区、驻乌部队、武警部队、新疆生产建设兵团等单位500余个，中国科学院新疆分院、新疆社会科学院等科研院所20余家，大中专院校33所。
- 综合保税区

乌鲁木齐综合保税区是国务院于2015年7月20日正式批复设立的新疆第三个综合保税区。综保区开发项目规划面积2.41平方公里。是集保税加工、保税物流、服务贸易、国际采购、国际分销配送、国际中转、售后服务、检测维修、展览展示、金融服务、科技研发等能于一体的海关特殊监管区域。
- 跨境电子商务综合试验区

2020年4月27日，国务院发布国函〔2020〕47号，同意乌鲁木齐市设立跨境电子商务综合试验区。
- 国家级临空经济示范区[141]

## 文化

### 服饰
乌鲁木齐地区少数民族的服饰色泽艳丽、种类繁多。其中维吾尔族、哈萨克族等少数民族妇女爱着彩色连衣裙，戴鲜艳或洁白的头巾，喜爱耳环、耳坠、项链、手镯、戒指等装饰物，显得雍容华贵、仪态万方。男性爱穿西服、绣花衬衫或袷袢等。乌鲁木齐地区少数民族均有佩戴花帽的习惯，并以不同的式样作为其民族标识。花帽的维吾尔语称为“朵帕”。在二十世纪四十年代和五十年代期间，花帽曾广泛流行于全苏联各族儿童当中，不仅具有防寒或防暑的功能，更重要的是作为生活礼仪中的需要，社交、探亲、访友以及节日聚会等场合均需佩带。
- 维吾尔族服装具有浓郁的民族特色，宽松洒脱，色彩强烈。男子头戴“Dopa”（即：朵帕）穿贯头式衬衣，领和胸襟挑绣几何纹，外套对襟长袍"袷袢"腰间扎一条花巾，脚穿长筒皮靴。女子夏季穿艾德莱斯绸（Atlas silk）[143]宽袖连衣裙，外套金丝绒对襟紧身小坎肩，青年女子梳几十条发辫，头上插新月型梳子为饰，喜欢用“奥斯曼/乌斯玛（欧洲菘蓝）[144]”的液汁描眉，用“海乃古丽”（风仙花）染指甲，用“依里木”（沙枣树胶）抹头发，用红花的花瓣作胭脂和口红，此外金银珠玉首饰十分精致。2008年6月14日“维吾尔族服饰”经国务院批准列入第二批国家级非物质文化遗产名录。

此外，在乌鲁木齐其他少数民族也有各自的文化特色。2008年哈萨克族服饰也被列入第二批国家级非物质文化遗产名录。柯尔克孜族青年妇女则喜欢戴红色丝绒圆顶花帽；塔塔尔族妇女尤喜欢戴镶有彩珠的花帽等。蒙古族男子爱戴呢料大沿礼帽，显得潇洒大方；回族男性则为黑白小圆帽，显得整洁庄重。乌鲁木齐少数民族日常生活中穿着十分现代、时尚，但每逢喜庆节日、婚礼等场合，各民族都盛装各自的民族特色服饰走亲访友欢度佳节。

### 表演艺术
新疆歌舞享誉世界，在乌鲁木齐传统民俗艺术文化表演中，最为知名的是麦西热甫，也曾多次登上中央电视台春节联欢晚会。
随着清朝对新疆的统一，大批内地汉族军民进入新疆北路屯戍落户，在乌鲁木齐巴里坤、奇台一带，汉族文化成为当地文化的主体。秦腔、河北梆子、新疆曲子等杂技等艺术班社相继出现；纪晓岚、林则徐、戴澜、刘锷等被谪来疆，在新疆留下了不少佳作。
新疆曲子是一个具有独特风格的地方曲艺品种，俗称“小曲子”，孕育形成于清代晚期，西北等地的其他民间俗曲传入新疆后，受新疆汉语方言字调的影响，并与新疆多民族音乐艺术相融合，逐渐形成新疆曲子。这种由汉、回、锡伯等民族群众共创共演的曲艺由乌鲁木齐向全疆各地展开。新疆曲子在2006年和2008年分别由昌吉回族自治州和巴里坤哈萨克自治县两次申报为中华人民共和国国家级非物质文化遗产代表性项目。
近现代时期，受辛亥革命、五四运动等革命精神在新疆的传播影响,许多文化人士如茅盾、杜重远、张仲实等在乌鲁木齐从事抗日进步的文化活动,组织各族工人、农民、教师、学生、职员、商人等广大民众创作演出抗战歌曲、话剧、秦腔、京剧、新疆曲子等剧节目。开展与组织各种民族的文化活动。民族话剧《蕴倩姆》、 维吾尔剧《艾里甫与赛乃姆》、杂技《达瓦孜》、哈萨克族阿肯弹唱《萨里哈与萨曼》、《阿尔卡勒克》,柯尔柯孜族玛纳斯奇弹唱《玛纳斯》等剧节目相继搬上艺术舞台。民族传统文艺活动如维吾尔族"麦西来甫"、哈萨克族"阿肯弹唱会"、柯尔克孜族"库姆孜弹唱会"、蒙古族那达慕大会、锡伯族西迁节、汉族的元宵灯会等。

### 节日习俗
当地除了中国传统节日春节、中秋节等外，还有其他少数民族的主要节日例如：古尔邦节和肉孜节，且是新疆維吾爾自治區省級行政單位的法定假日，不分民族和宗教信仰都享有一至三天的假期，节日期间也会相应的庆祝活动，各民族间互相拜年访友探亲等。除乌鲁木齐外其他疆内地區的公民一般也享有假期。

### 饮食文化

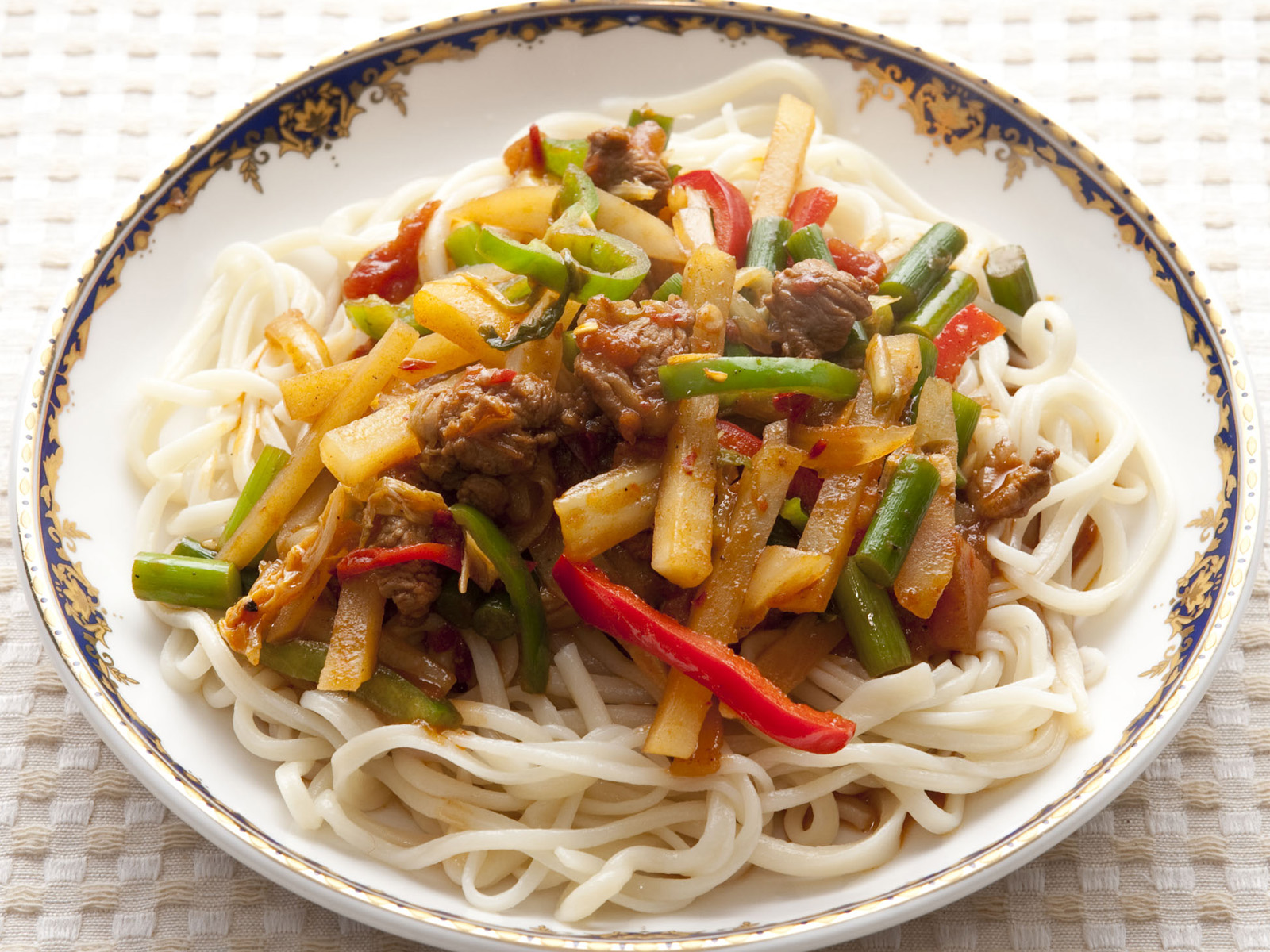
新疆拌面

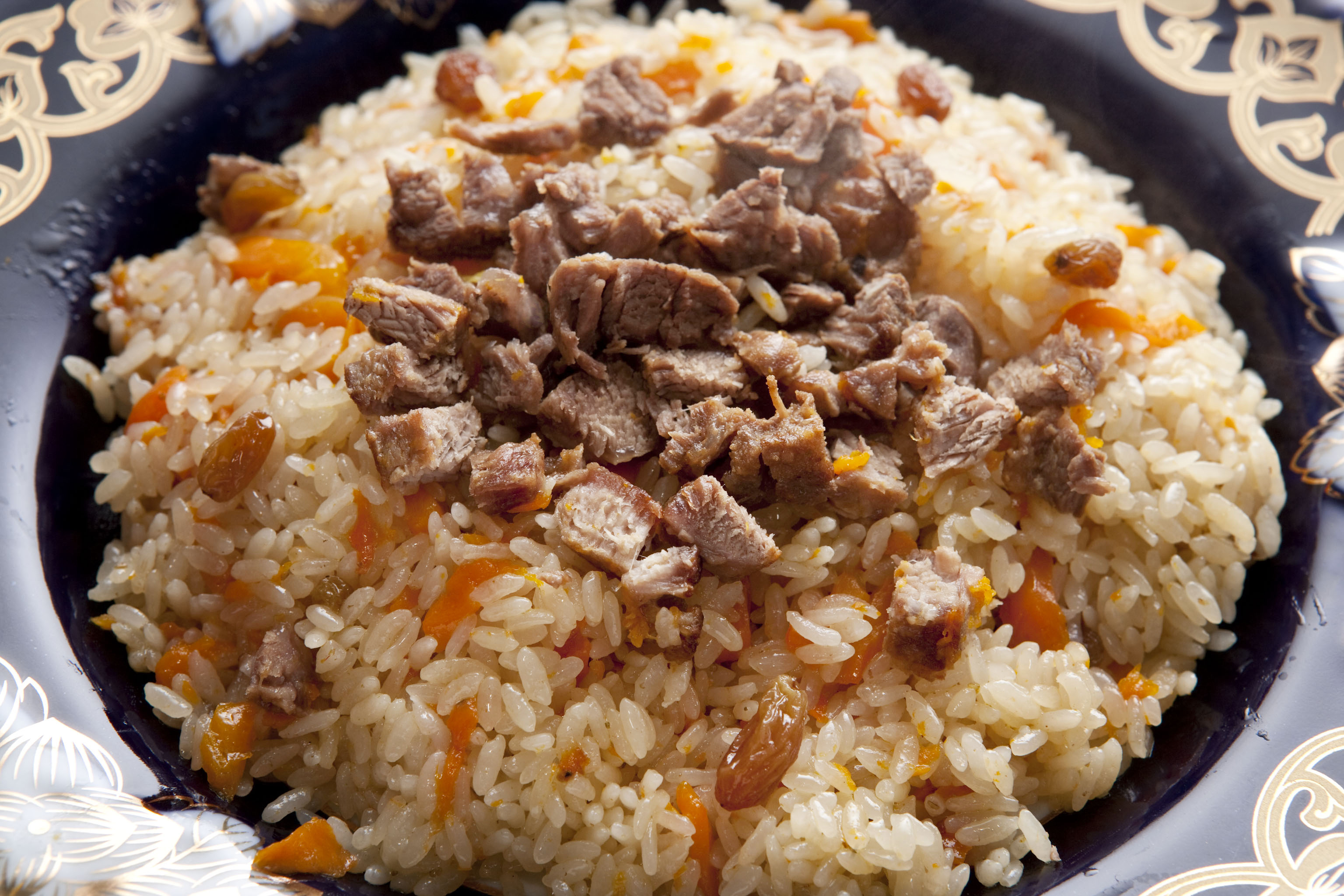
抓饭

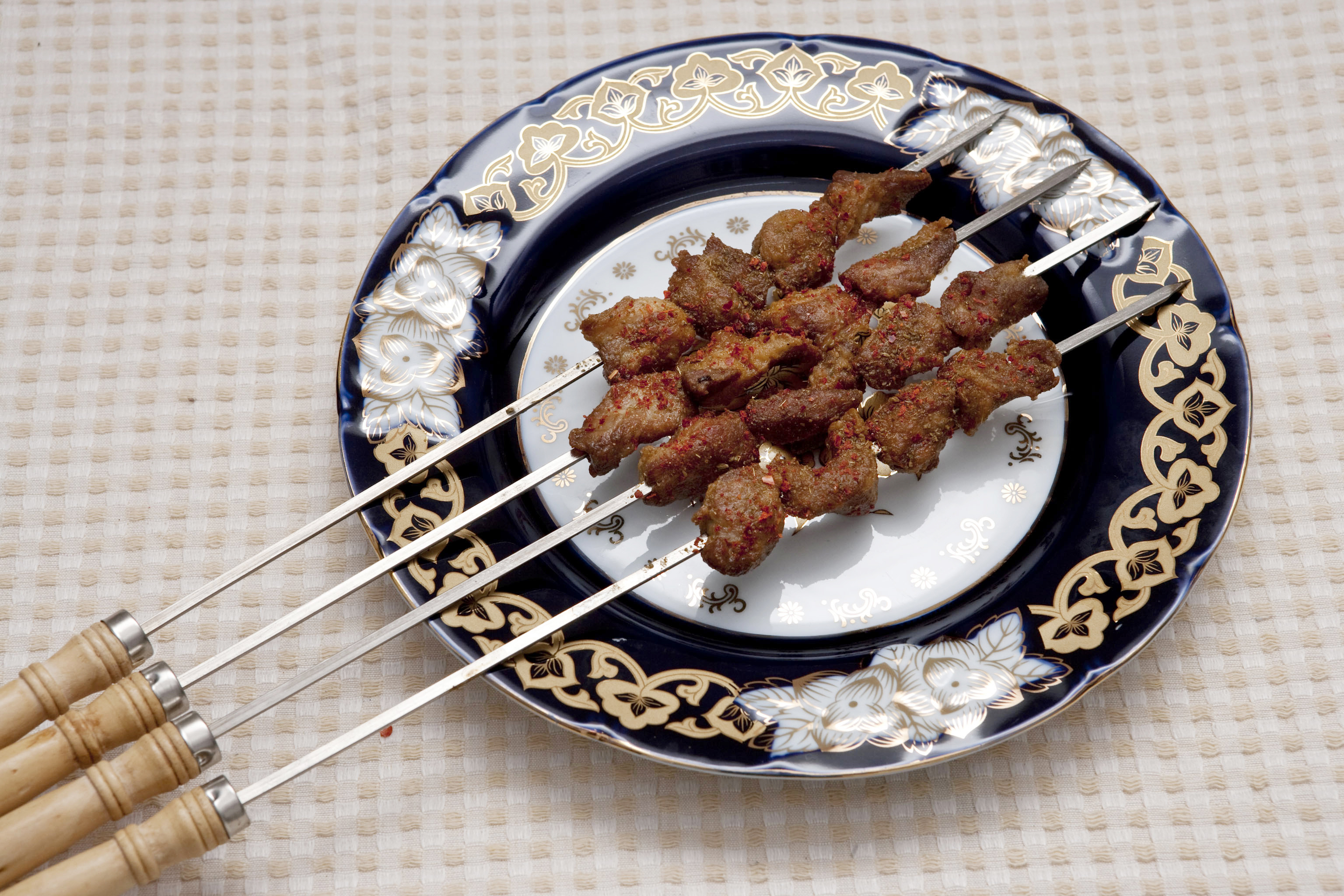
烤肉

乌鲁木齐饮食文化主要以“清真”菜品为主，其菜品在中国内地及海外都较受欢迎，整体新疆菜系口味偏咸辣，大多吃牛羊肉，多采用爆、烤、涮、烧、酱、扒、蒸的制作方法，其中维吾尔族的传统饮食以面食为主，喜食羊、牛肉，蔬菜相对较少，主食的种类很多，比如：馕、烤包子以及用皮芽子（维吾尔语“洋葱”）黄瓜、番茄等调制新疆沙拉搭配上的抓饭。著名的佳肴有烤全羊、大盘鸡、抓饭、馕包肉、胡辣羊蹄、手抓羊肉、曲曲儿、馕坑肉、面肺子和米肠子、黄面烤肉。还有菜品多样的新疆拌面类，比如过油肉拌面、丁丁炒面、那仁等。新疆炭火烧烤类，比如：烤羊肉串、烤羊肠、烤馕、烤板筋、烤羊肝、烤羊心等。
其他还有哈萨克族传统菜肴，其主要是羊肉和马肉与各类奶制品，比如：熏马肠、酸奶疙瘩、奶酪等，以及新疆回族传统名菜九碗三行子、粉汤、丸子汤、扁豆面旗子等。
另一方面，乌鲁木齐也受到了外来饮食文化的影响。同样的，乌鲁木齐当地餐厅涵盖了中国各地菜系的美食，在快餐方面，除肯德基、麦当劳、汉堡王、必胜客等连锁品牌，当地连锁快餐品牌比如火宴山、百富烤霸、紫罗兰等也发展迅速，其中“外来美食”经本土改良而来的比如：新疆炒米粉等，在年轻人群体中也较受欢迎。受当地宗教文化影响，大部分维吾尔族、哈萨克族、回族、乌兹别克族、塔吉克族、塔塔尔族等穆斯林忌吃猪肉、驴肉、狗肉、骡肉；以及未念经宰杀的牲畜肉类。
- 茶饮类

常见饮品包括：新疆奶茶、红茶、砖茶、石榴汁、刨冰酸奶、马奶子、骆驼奶、羊奶等，当地特色甜品有由优质牛奶、奶皮子、鸡蛋和白砂糖做成的手工冰淇淋与巴哈力蛋糕等。首府奶制品企业众多，并以天山牧场生产的优质牛奶等奶制品为主，主要生产新疆风味酸奶、纯牛奶、核桃奶、巧克力奶、奶啤、奶酪等。此外还有本地品牌，美益天巴旦木饮料、蓝博尔苏打水、阿娜尔汗系列果汁饮料、“阿比德”碳酸饮料等。
- 含酒精类

卡瓦斯，是新疆一种类似啤酒的饮料，受到当地各民族群众的喜爱。卡瓦斯以大麦、玉米等谷物、山花蜜、啤酒花为原料发酵而成，外表看似酒，但其酒精含量仅有0.3％至０.5％。传统工艺制作的卡瓦斯保存期非常短，常温下只能保存三天左右，而比较多的酿造季节偏偏是在夏天，高温导致保存困难。
乌苏啤酒2002年合并新疆啤酒总部并由乌苏市搬迁到首府，2015年嘉士伯完全收购乌苏啤酒，近年来开始进军内地市场并伴随着“夺命大乌苏”口号而走红。
葡萄酒，新疆作为中国最早栽培葡萄地区和葡萄酒的发源地之一，自然条件得天独厚，酿酒葡萄品质优良，截至2020年底，新疆酿酒葡萄种植面积发展到33万亩，居中国第二位；酿酒葡萄产量逾21万吨，居中国第一位。新疆目前有葡萄酒庄134家，逐渐形成天山北麓、伊犁河谷、焉耆盆地、吐哈盆地四大葡萄酒产区。
- 坚果类：鹰嘴豆、葡萄干、巴达木、无花果干、风干肉、牛肉干、熏马肠、红枣、核桃、蜜饯、鲍鱼果、开心果、桑椹干、香梨干、香妃花、夏果、松子、沙枣、哈密瓜干、哈密瓜脯、圣女果干、达坂城蚕豆、杏子、梅子等。受气候影响，当地干果即食味道极佳，而在气候潮湿地区则易失去原本味道。

- 水果类：香梨、苹果、石榴、哈密瓜、葡萄、伽师瓜、无花果等。

### 体育事业
著名球队
- 新疆广汇飞虎篮球俱乐部
- 新疆天山雪豹足球俱乐部

体育赛事
乌鲁木齐成功举办了国际雪联越野滑雪中国巡回赛、中国男子篮球职业联赛（CBA）、国际青少年足球邀请赛、国际拳击公开赛、女子世界杯乒乓球赛、世界杯跆拳道团体赛、亚洲青年男子篮球锦标赛、亚洲跳伞锦标赛、全国帆板冠军赛、全国射箭锦标赛、中国甲A男子篮球联赛、全国速度滑冰冠军赛、全国女子手球锦标赛等国内外赛事、中华人民共和国全国冬季运动会 （1979、2016）。	
- 国家级综合性运动会

中华人民共和国第十三届冬季运动会是国家体育总局主办、新疆维吾尔自治区人民政府承办的国家级综合性冬季运动会，是中国提出“三亿人参与冰雪运动”目标后的第一个全国冬运会，也是全国冬运会第一次走出东北、走进西北。共设乌鲁木齐市和昌吉州两个赛区。乌鲁木齐赛区主要在冰上运动中心和丝绸之路国际滑雪场。昌吉州赛区主要在天山天池国际滑雪场。该届比赛中，有2人2次超1项世界纪录；3人3次创3项全国纪录；1人1次创1项全国青年纪录。

### 文化设施

#### 体育场馆

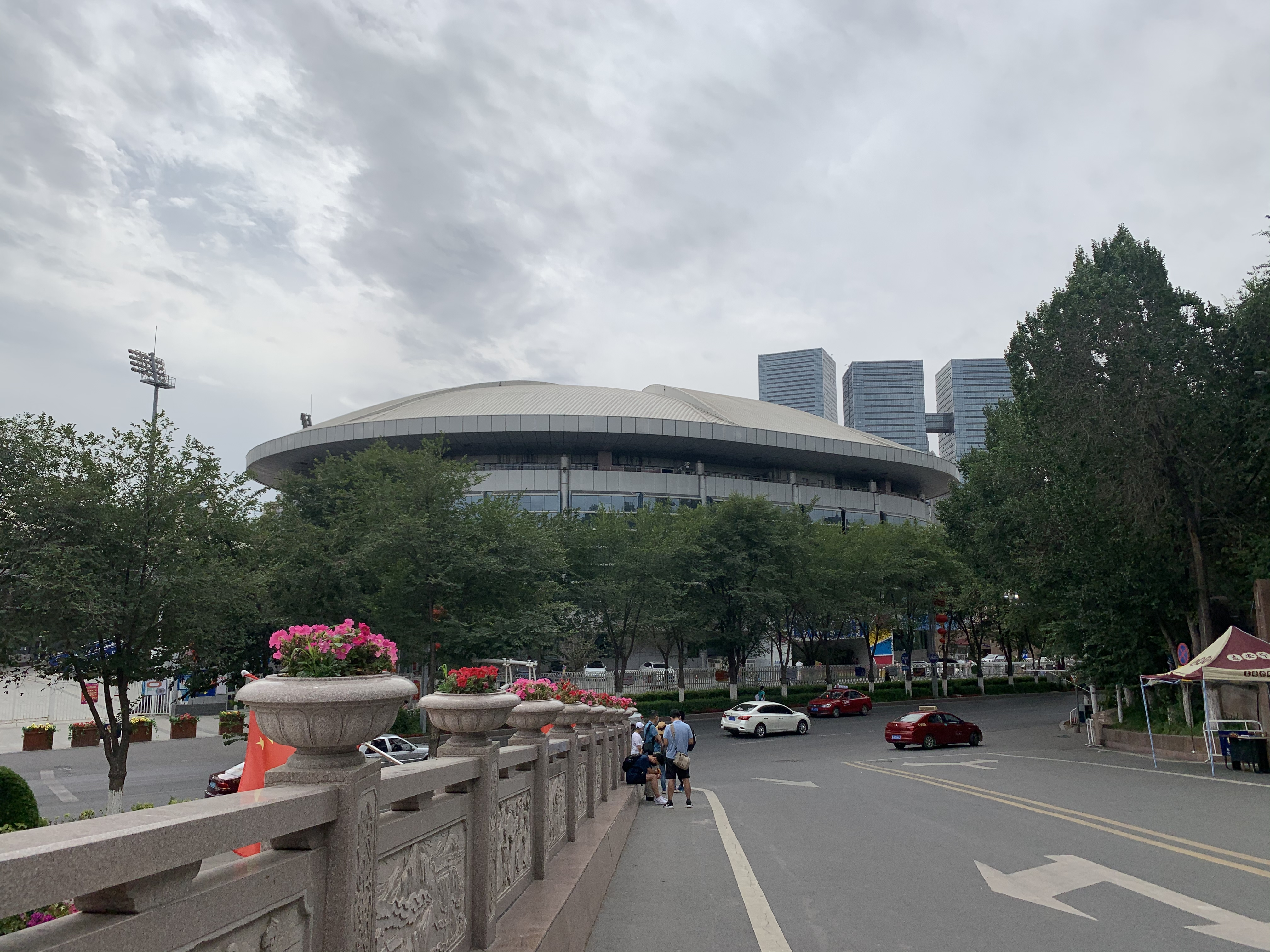
红山体育中心

- 红山体育中心是首府过去的标志性建筑之一，2002年投入8600万元建造而成，顶部外观设计为盛开的雪莲，下部状如飞碟，外墙采用灰色玻璃幕，与红山美景相呼应，曾多次设置为CBA举办场地。

- 乌鲁木齐奥林匹克体育中心，位于首府1喀什路东延以南、会展大道二期（北延）以东，占地面积约480亩，总建筑面积约30.5万平方米，总投资38亿元。体育场（3万座位）、体育馆（1.2万座位）、游泳馆（3000座位）[157]、综合田径馆（2000座位）、全民健身馆、运动员公寓、体育公园、丝路平台等设施，兼具公园、商务、居住等功能[158]。

- 新疆体育中心是首府15个运动项目俱乐部的活动场所之一。其中体育场有42300个座位，体育馆有超过6000个座位。是新疆天山雪豹足球俱乐部、新疆天山神鹿女子篮球俱乐部（英语：Xinjiang Magic Deer）的比赛主场之一[159]。不过自2020年中国足球甲级联赛起，因为COVID-19疫情的影响，俱乐部长期在外训练、比赛，俱乐部主场运营为零[160][161]。该体育中心除了作为运动俱乐部的活动场所，也会作为武术比赛等各类体育赛事以及新疆国际民族舞蹈节等文化活动的主办地[162][163][164]。2011年开始新疆体育中心开始逐步免费向公众开放[165]。

#### 博物类场馆

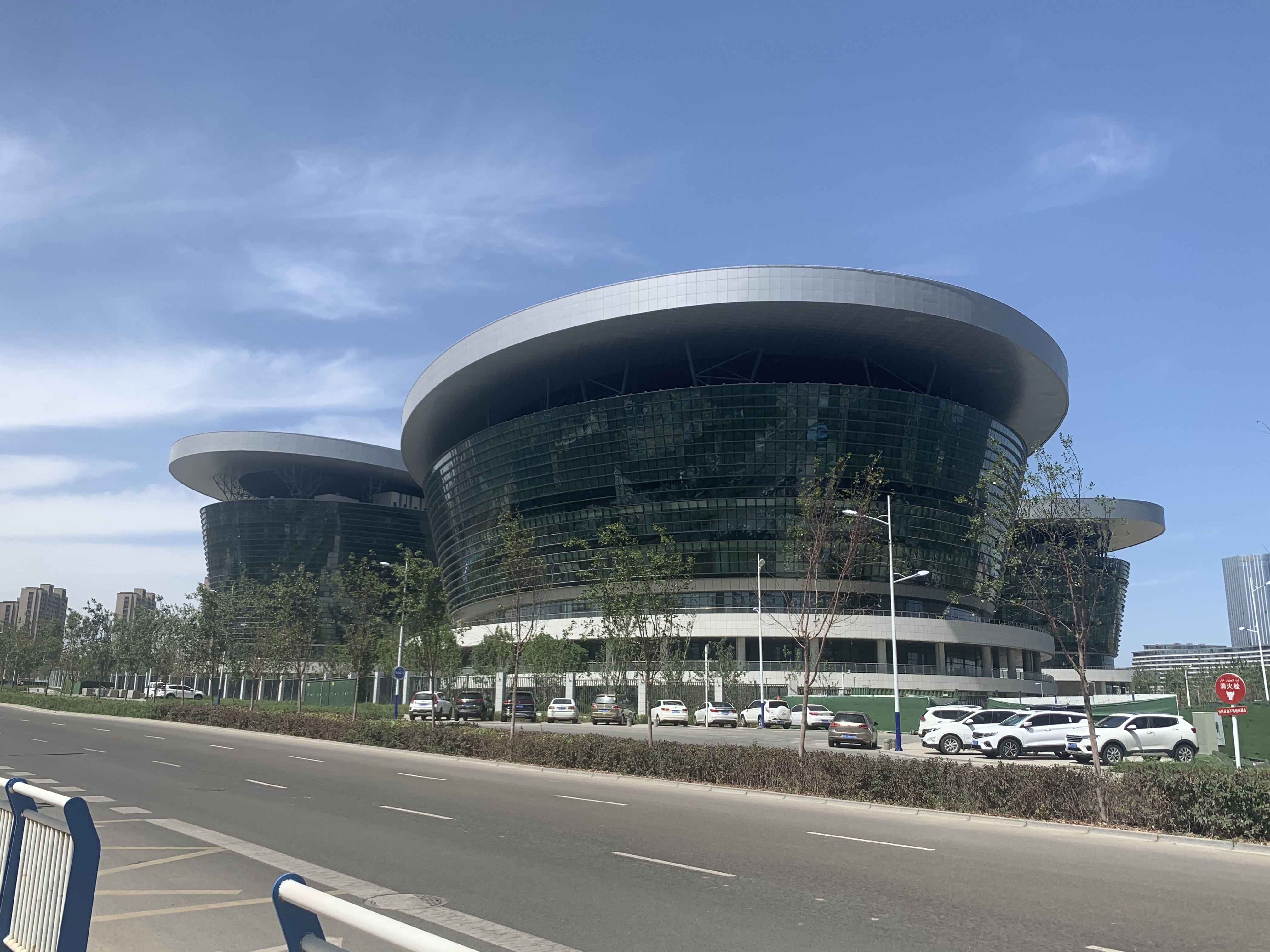
乌鲁木齐市文化中心近景

- 新疆维吾尔自治区博物馆[166]位于西北路581号，成立于1959年8月。新馆在2005年9月20日建成开馆，设“找回西域昨日辉煌——新疆历史文物陈列”、“新疆民族风情陈列”、“逝而不朽惊天下——新疆古代干尸展览”、“历史的丰碑——新疆革命史料展览”四个常设展览，有各类文物和标本40,000多件，其中有国家一级文物381件，包含著名女性干尸楼兰美女[167][168][169]为新疆博物馆所有。2008年5月，新疆维吾尔自治区博物馆被评为首批国家一级博物馆。
- 乌鲁木齐市博物馆位于水磨沟区。2009年，乌鲁木齐市博物馆被评为首批国家三级博物馆[170]。

其他市内场馆还包括：新疆自然博物馆、乌鲁木齐市美术馆、新疆地质矿产博物馆、乌鲁木齐市文化中心、空军新疆航空队纪念馆、新疆民街民俗博物馆、新疆馕博物馆、乌鲁木齐盛贝特海洋水族馆（天山区）、乌鲁木齐沙海绿珠海洋世界（新市区）、新疆野马古生态园、汗血宝马基地、野马美术馆等。

#### 图书/科技类场馆
- 新疆图书馆是新疆维吾尔自治区级综合性公共图书馆。新疆图书馆位于新市区北京南路78号。新疆图书馆是新疆古籍保护中心所在地，也是第二批全国古籍重点保护单位

- 新疆科技馆是新疆首个具有现代化设备，兼顾科普展教、学术交流和科技培训等功能的科学技术活动场所，位于沙依巴克区新医路686号，是中国全国科普爱国主义教育基地[171]

## 旅遊

### 城市旅游景点
- 新疆国际大巴扎為烏魯木齊市著名旅遊景点

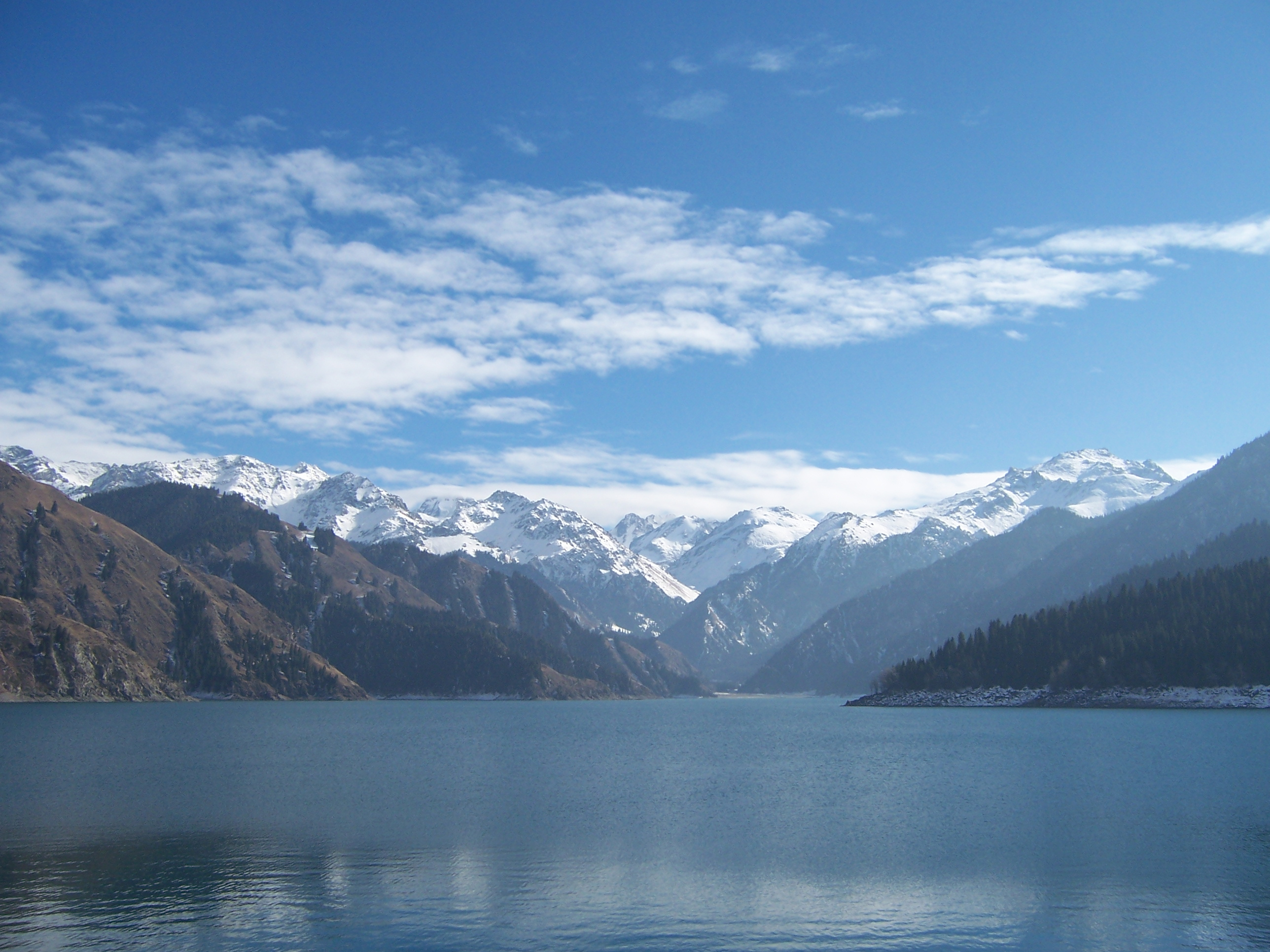
天山天池

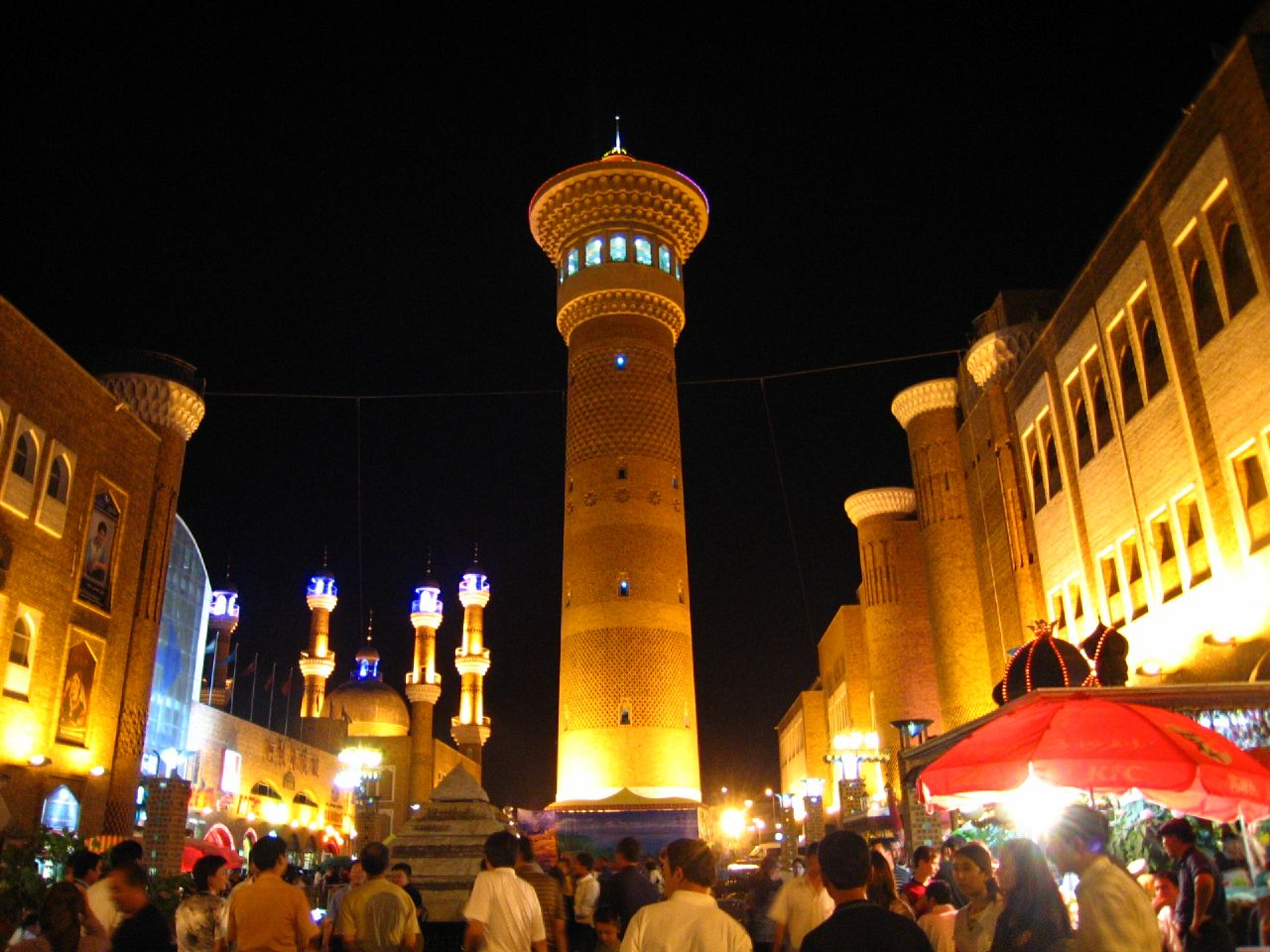
新疆国际大巴扎

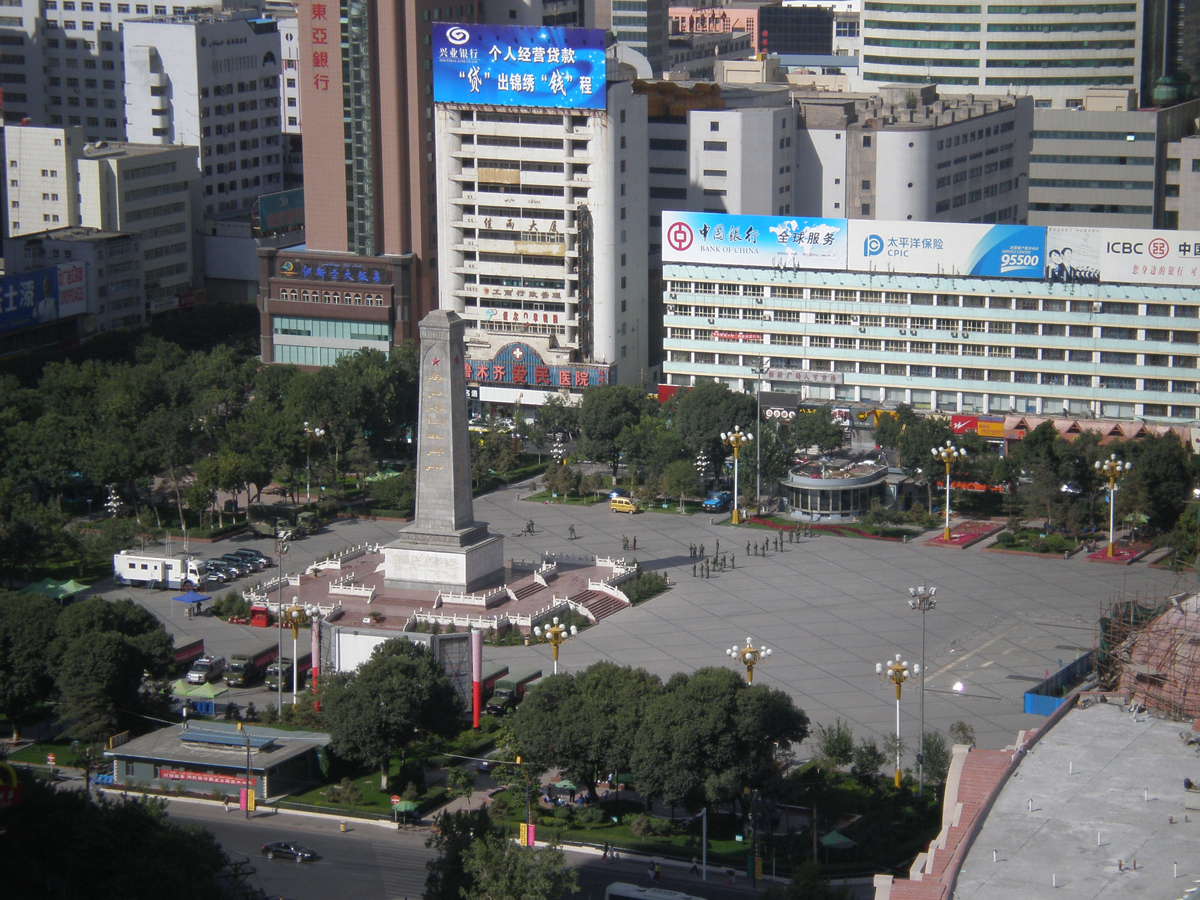
人民广场

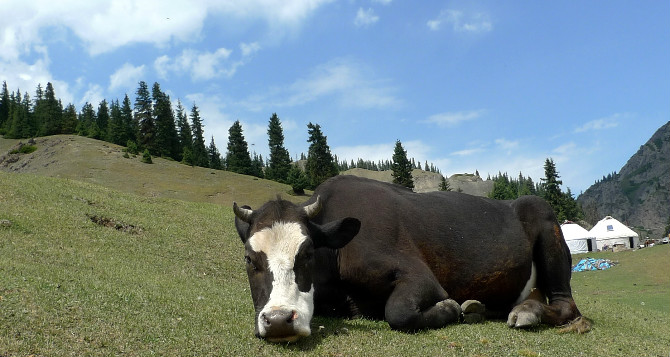
南山牧场

- 天池 (天山)，位于首府以东45公里处，阜康市南30公里，新疆天山天池风景名胜区是中国国家级风景名胜区、国家AAAAA级风景区[172][173]，2013年，新疆天山天池风景名胜区被列入联合国教科文组织世界遗产名录。
- 人民广场，位于市中心核心地段，是首府成熟商业街区之一。
- 南湖广场位于市政府旁。
- 新疆维吾尔自治区博物馆
- 新疆丝绸之路博物馆
- 乌鲁木齐市博物馆，位於南湖南路123號。
- 红山公园，因地处红山而得名。红山山体由紫色砂砾岩构成，呈赭红色，故名“红山”。是国家4A级旅游景区，也是首府新十景之一。
- 天山乌鲁木齐河源1号冰川
- 水磨沟温泉，位於市東北5公里，靠近市内的雪莲山滑雪场。
- 亚洲大陆地理中心，位于市区西南30公里。
- 汗腾格里清真寺，位于位于乌鲁木齐市南门。
- 陕西大寺
- 白杨沟，位于乌鲁木齐南山（43.6°N,88.0°E)。
- 菊花台，位于乌鲁木齐市西南的甘沟乡(43°29′N，87°10′E)，与南山西白杨沟相邻。
- 乌鲁木齐市烈士陵园，位于乌鲁木齐市南郊燕儿窝风景区。
- 乌鲁木齐南山牧场，乌鲁木齐南山风景区距离首府大约40公里，是当地市民夏日避暑的热门自驾线路之一。
- 南山丝绸之路国际滑雪场，入选文化和旅游部、国家体育总局联合公布首批12家国家级滑雪旅游度假地名单，占地12平方公里，是中国三大滑雪场之一，可同时容纳一万人滑雪，建有初、中、高级雪道8条，并拥有西北地区唯一直达原始森林的专用滑雪及观光缆车3条。
- 阿唛龙幻想乐园，是以丝绸之路文化为主题乐园，也是新疆最大的主题乐园，位于白鸟湖新区二号台地片区，占地面积约36.7万平方米，园内设金色驼铃、锦绣中华、璀璨星洲、绮丽冬宫、奇幻森林、未来世界6大主题区。

### 全国重点文物保护单位
- 乌拉泊古城
- 乌鲁木齐陕西大寺大殿
- 八路军驻新疆办事处旧址
- 新疆人民剧场
- 乌鲁木齐文庙
- 毛泽民办公室及宿舍旧址

## 教育
乌鲁木齐是新疆高等院校最为集中的城市。经过50年代全国高等院校院系调整和几十年发展，乌鲁木齐现有普通高等院校26所，211工程院校1所。

### 高等院校

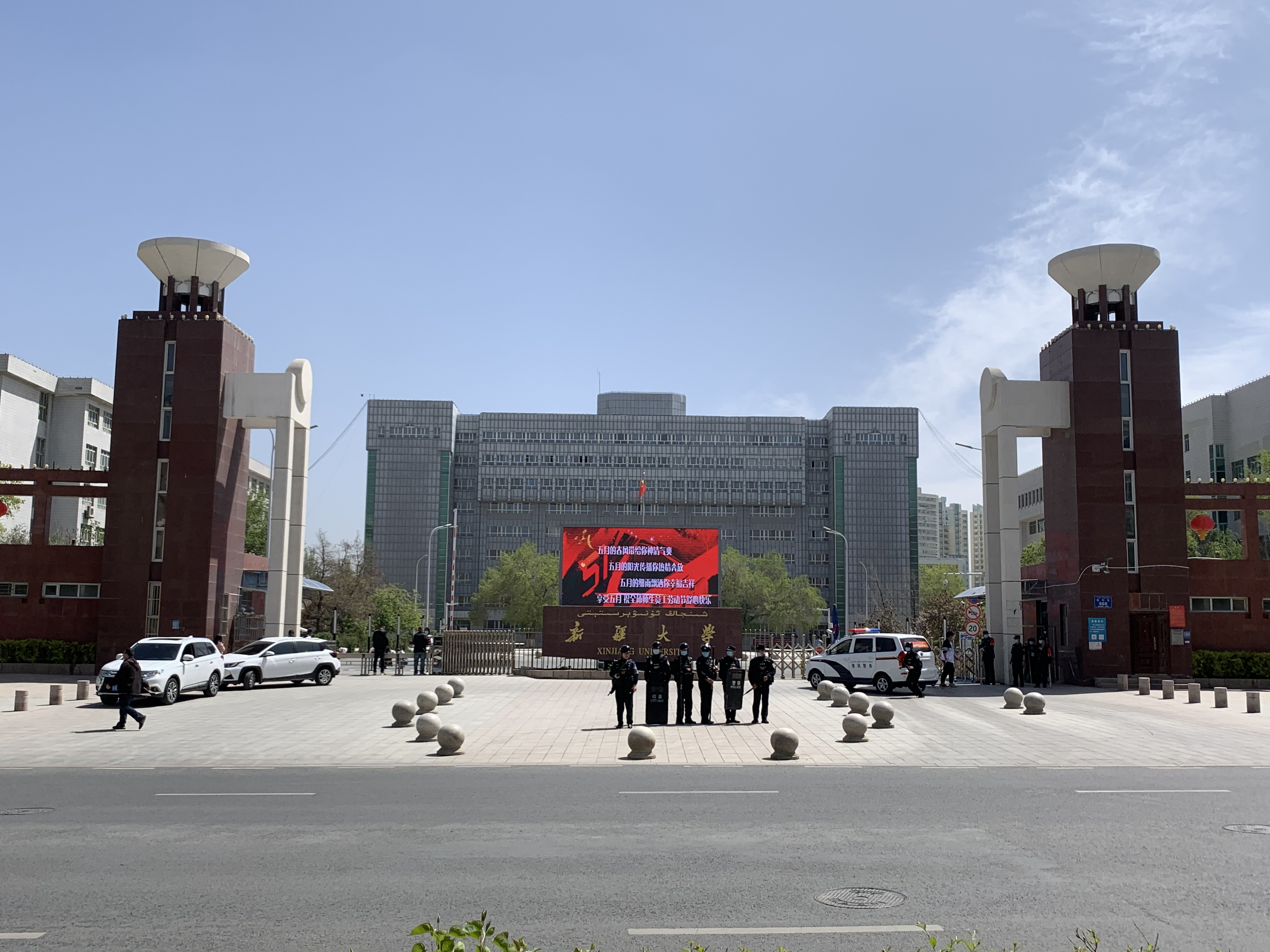
新疆大学（红湖校区）大门

#### 本科院校

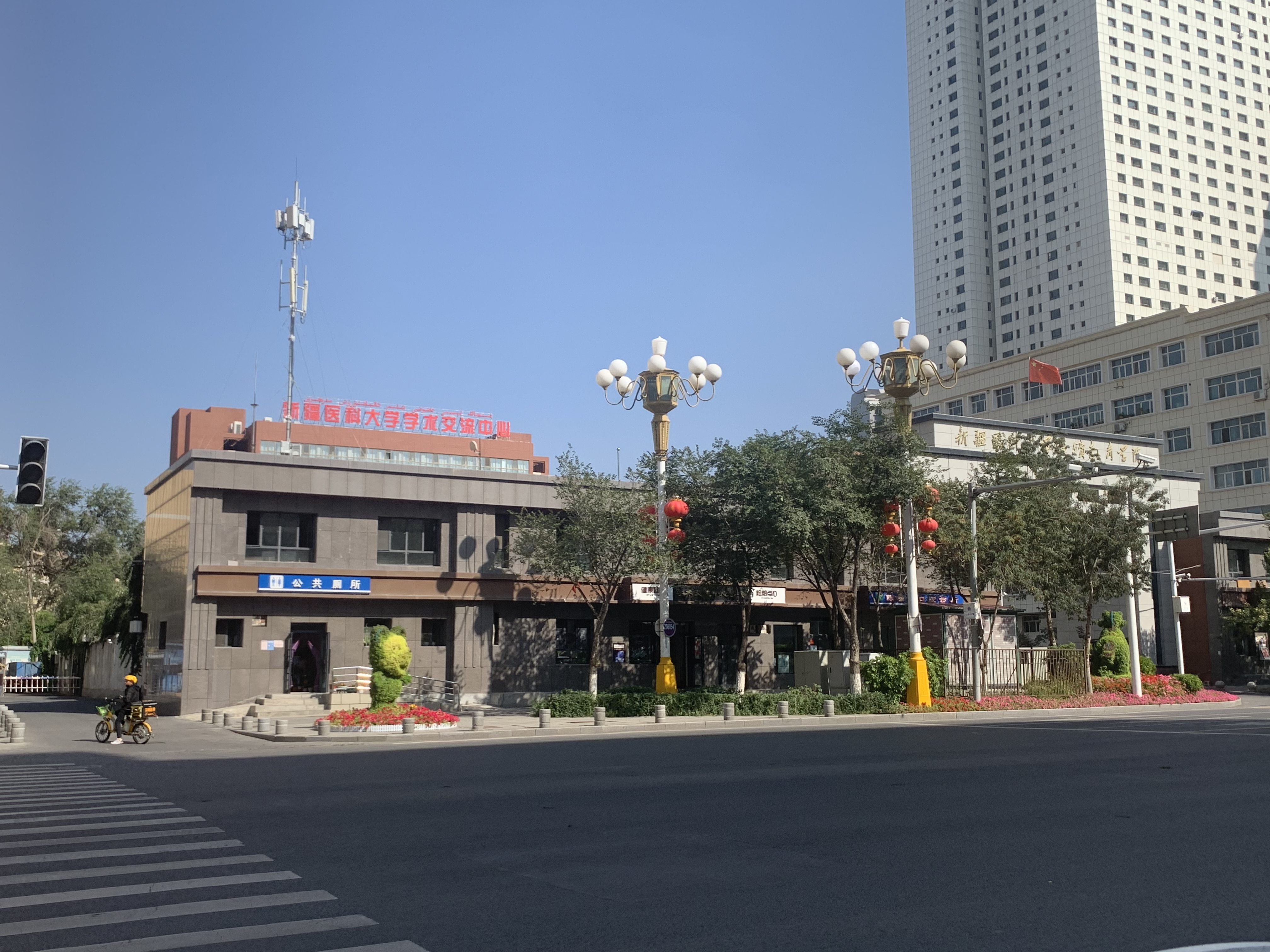
新疆医科大学学术交流中心 新疆医科大学继续教育学院

- 新疆大学
- 新疆医科大学
- 新疆师范大学
- 新疆农业大学
- 新疆艺术学院
- 新疆财经大学
- 新疆工程学院
- 新疆警察学院
- 新疆天山职业技术大学

#### 高职（专科）院校

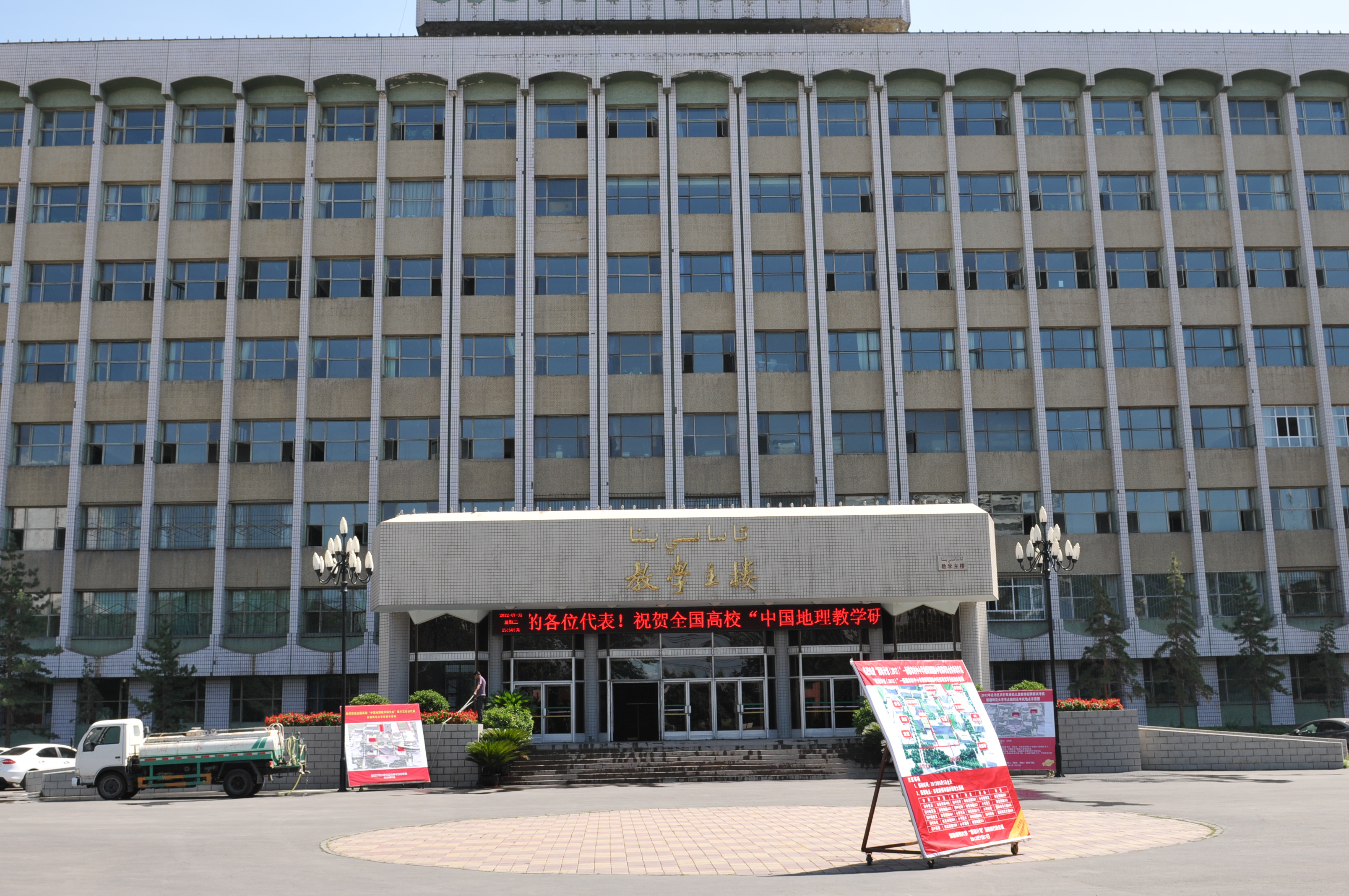
中国新疆师范大学主校区教学楼

- 乌鲁木齐职业大学
- 新疆职业大学
- 新疆轻工职业技术学院
- 新疆交通职业技术学院
- 新疆师范高等专科学校
- 新疆体育职业技术学院
- 新疆铁道职业技术学院
- 新疆现代职业技术学院
- 新疆能源职业技术学院
- 新疆建设职业技术学院
- 新疆科信职业技术学院
- 兵团开放大学
- 新疆生产建设兵团兴新职业技术学院
- 新疆工业职业技术学院

#### 成人院校
- 新疆开放大学
- 兵团广播电视大学

#### 军事院校
- 中国人民武装警察部队工程大学[174][175]。

### 中等教育学校
- 乌鲁木齐市第一中学
- 新疆生产建设兵团第二中学
- 乌鲁木齐市第八中学
- 乌鲁木齐市高级中学
- 乌鲁木齐市八一中学

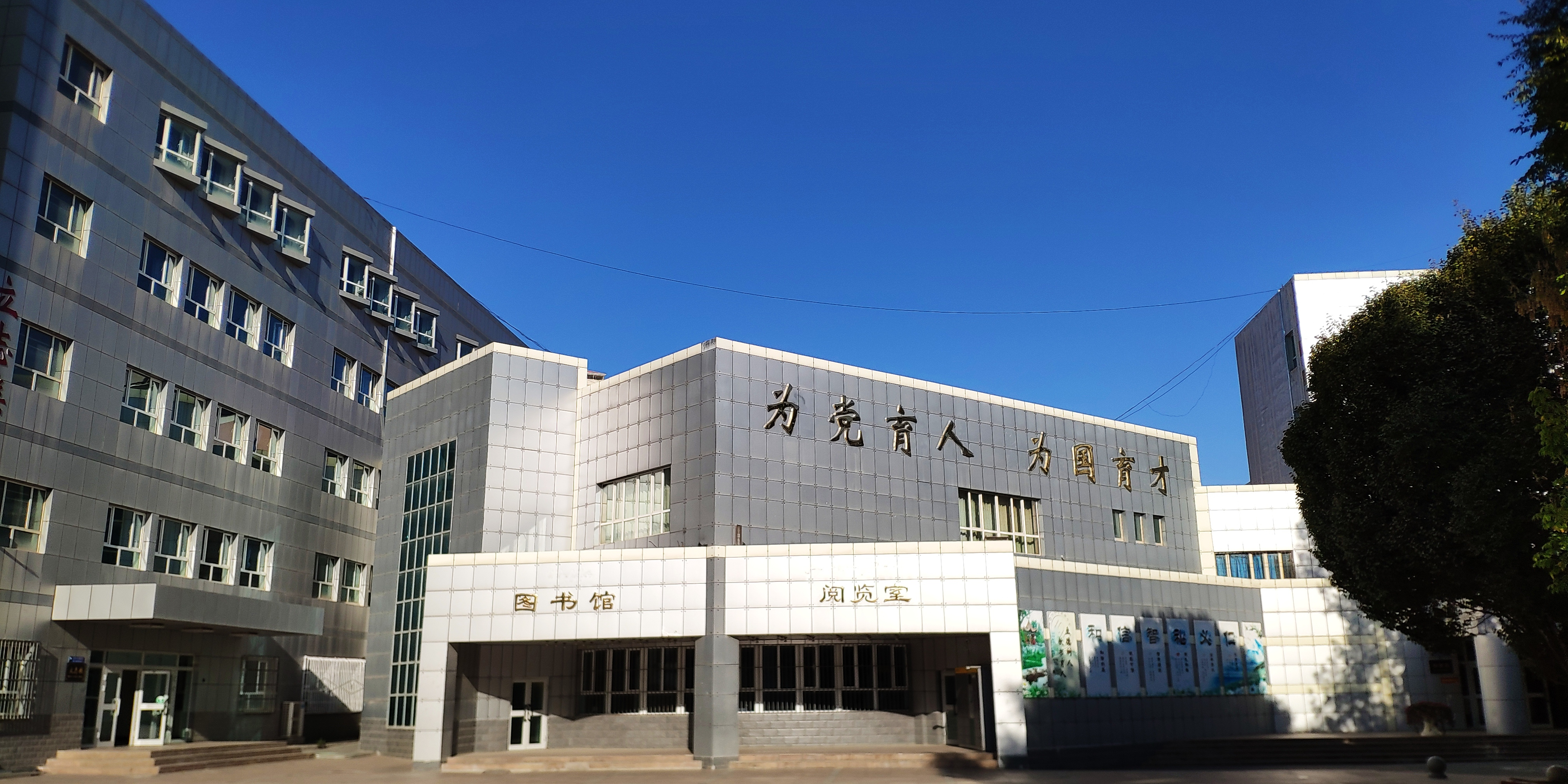
乌鲁木齐市高级中学 Library of Urumqi Senior High School

- 乌鲁木齐市第七十中学（原乌鲁木齐铁路局第三中学）
- 新疆实验中学
- 乌鲁木齐市外国语学校（原乌鲁木齐第十二中学）
- 乌鲁木齐市第五十四中学
- 乌鲁木齐市四十一中学
- 乌鲁木齐市第二十中学
- 乌鲁木齐市第六十八中学（原乌鲁木齐铁路局第一中学）
- 乌鲁木齐市第六十九中学（原乌鲁木齐铁路局第二中学）
- 乌鲁木齐市第九中学
- 乌鲁木齐市第十九中学
- 乌鲁木齐市第五十中学
- 乌鲁木齐市第二十三中学
- 乌鲁木齐市第十三中学
- 乌鲁木齐市第101中学
- 乌鲁木齐市幸福中学

## 对外交流

### 领事机构
1896年，沙俄设立驻迪化(乌鲁木齐)总领事馆，随着中苏关系的恶化，1962年苏联领事撤走。
1942年9月14日，英国在迪化(乌鲁木齐)正式设立领事馆，1949年该领事馆与英国驻喀什总领事馆相继彻底关闭。
1943年4月19日，美国驻迪化(乌鲁木齐)领事馆正式设立，1949年9月28日该领事馆彻底关闭。
乌鲁木齐现实际有外国领事机构（办事处）2个
- 吉尔吉斯斯坦驻乌鲁木齐代表处[178]。

驻乌代理签证处地址：乌鲁木齐市河滩北路58号。
- 哈萨克斯坦[180]驻乌鲁木齐签证代办处[181]

驻乌签证代办处地址：新疆维吾尔自治区乌鲁木齐市昆明路216号。

## 友好城市
| 序号 | 缔结协议时间   | 友好城市       | 备注                 |
| ---- | -------------- | -------------- | -------------------- |
| 1    | 1984年4月      | 江苏省南京市   | 结为对口支援市       |
| 2    | 1985年9月      | 广东省广州市   | 结为对口支援兄弟城市 |
| 3    | 1985年10月     | 四川省成都市   | 结为兄弟城市         |
| 4    | 1985年11月2日  | 甘肃省酒泉市   |                      |
| 5    | 1987年8月      | 四川省广元市   |                      |
| 6    | 1987年10月     | 浙江省杭州市   | 结为姐妹城市         |
| 7    | 1990年9月19日  | 吉林省长春市   |                      |
| 8    | 1991年11月1日  | 河南省洛阳市   |                      |
| 9    | 1992年9月7日   | 河北省张家口市 |                      |
| 10   | 1992年9月10日  | 陕西省汉中市   |                      |
| 11   | 1992年         | 四川省绵阳市   |                      |
| 12   | 1992年12月10日 | 北京市宣武区   |                      |
| 13   | 1993年9月8日   | 四川省德阳市   |                      |
| 14   | 1994年7月30日  | 陕西省咸阳市   | 结为姐妹城市         |
| 15   | 1994年8月11日  | 河北省石家庄市 | 结为兄弟城市         |
| 16   | 1994年8月24日  | 河南省开封市   |                      |
| 17   | 1994年10月20日 | 安徽省芜湖市   |                      |
| 18   | 1994年11月9日  | 四川省南充市   |                      |
| 19   | 2001年7月28日  | 辽宁省沈阳市   | 全面合作协助书       |
| 20   | 2001年4月1日   | 吉林省辽源市   | 经济合作城市         |
| 21   | 2003年12月3日  | 上海市卢湾区   |                      |
| 22   | 2004年6月      | 福建省泉州市   |                      |
| 23   | 2008年9月      | 山东省日照市   |                      |
| 24   | 2008年10月     | 河南省郑州市   |                      |
| 25   | 2008年11月     | 江苏省连云港市 | 姊妹城市             |

| 序号 | 缔结协议时间   | 友好城市               | 备注 |
| ---- | -------------- | ---------------------- | ---- |
| 1    | 1985年7月12日  | 巴基斯坦白沙瓦市       |      |
| 2    | 1992年9月7日   | 白俄羅斯明斯克市       |      |
| 3    | 1993年3月4日   | 比什凯克市             |      |
| 4    | 1993年11月17日 | 阿拉木图市             |      |
| 5    | 1996年5月23日  | 新南威尔士州纳兰德拉市 |      |
| 6    | 1999年9月10日  | 杜尚别市               |      |
| 7    | 2000年9月27日  | 美国犹他州奥勒姆市     |      |
| 8    | 2004年4月23日  | 乌山市                 |      |

| 序号 | 协议时间      | 友好城市             | 备注   |
| ---- | ------------- | -------------------- | ------ |
| 1    | 2000年12月8日 | 伊朗马什哈德市       | 备忘录 |
| 2    | 2001年11月5日 | 加拿大里穆斯基市     | 意向书 |
| 3    | 2002年7月26日 | 俄羅斯车里雅宾斯克市 | 意向书 |
| 4    | 2003年11月3日 | 英国斯托克港市       | 意向书 |

## 其他
- 小行星2729，又称为乌鲁木齐星，是由紫金山天文台在1979年10月18日发现的主带小行星。以新疆维吾尔自治区的首府乌鲁木齐市命名[182]。